# Musikjahr 1960
Liste der Musikjahre

◄◄ | ◄ | 1956 | 1957 | 1958 | 1959 | Musikjahr 1960 | 1961 | 1962 | 1963 | 1964 | ► | ►►

Weitere Ereignisse · Country-Musik
Dieser Artikel behandelt das Musikjahr 1960.

## Ereignisse

### Populäre Musik und Jazz
- 19. September: Chubby Checkers Songinterpretation The Twist steht erstmals in den USA eine Woche lang an der Spitze der Billboard Hot 100. Der gleichnamige Tanz wird parallel zur Musik in aller Welt populär.
- 21. Dezember: Ornette Coleman spielt mit einem Doppel-Quartett das Album Free Jazz: A Collective Improvisation ein, nach dem eine Richtung des Jazz den Namen Free Jazz erhält.
- 00. Dezember: The Rattles werden in Hamburg von Achim Reichel und Herbert Hildebrandt gegründet.
- Das Jazzfestival Ljubljana findet erstmals statt.

### Klassische Musik und Musiktheater
- 22. Mai: Die Kinderoper Der Mann im Mond von Cesar Bresgen hat ihre Uraufführung am Schauspielhaus Nürnberg.
- 11. Juni: Die Oper A Midsummer Night’s Dream, eine Auftragskomposition von Benjamin Britten, wird beim Aldeburgh Festival uraufgeführt.
- 26. Juli: Mit einer Aufführung des Rosenkavaliers von Richard Strauss unter Leitung von Herbert von Karajan wird in Salzburg das Neue Festspielhaus eröffnet.
- 22. September: Die Uraufführung der Oper Rosamunde Floris von Boris Blacher findet im Städtischen Opernhaus Berlin statt.
- 03. November: Das Musical The Unsinkable Molly Brown über das Leben der Frauenrechtlerin und Titanic-Überlebenden Molly Brown wird am Broadway uraufgeführt. Musik und Liedtexte stammen von Meredith Willson, das Buch von Richard Morris, das Stück erlebt über 530 Vorstellungen.
- 03. Dezember: Das Musical Camelot von Frederick Loewe und Alan Jay Lerner wird im New Yorker Majestic Theatre uraufgeführt.
- 11. Dezember: Das Mysterienspiel Ludus de nato Infante mirificus von Carl Orff wird in den Württembergischen Staatstheatern in Stuttgart uraufgeführt.

### Film
- 04. April: Der US-amerikanische Spielfilm Ben Hur, Regie William Wyler, wird bei der von der Academy of Motion Picture Arts and Sciences veranstalteten Oscarverleihung 1960 mit elf Academy Awards ausgezeichnet. Miklós Rózsa erhält den Oscar für die beste Filmmusik.
- 20. Mai: Der Film La Dolce Vita (Das süße Leben) des italienischen Regisseurs Federico Fellini erhält bei den Internationalen Filmfestspielen in Cannes die Goldene Palme. Schauspielerin Anita Ekberg wird mit der Filmszene im römischen Trevi-Brunnen populär. Die Filmmusik stammt von Nino Rota.
- 16. Juni: In den US-amerikanischen Kinos wird der Film Psycho von Alfred Hitchcock erstmals gezeigt; die Werbekampagne sorgt für Schlangen an den Kinokassen. Die Filmmusik stammt von Bernard Herrmann. In der Liste „Die beste Filmmusik Amerikas aus 100 Jahren“ des American Film Institute erreicht die Filmmusik Platz 4.
- Anruf genügt – komme ins Haus – US-amerikanische romantische Filmkomödie von Vincente Minnelli, mit Judy Holliday und Dean Martin in den Hauptrollen
- Im weißen Rößl – deutsch-österreichische Filmkomödie von Ralph Benatzky mit den Hauptdarstellern Waltraut Haas und Peter Alexander

Musikerporträts 1960
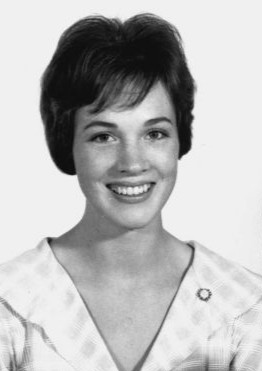
Julie Andrews (1960)
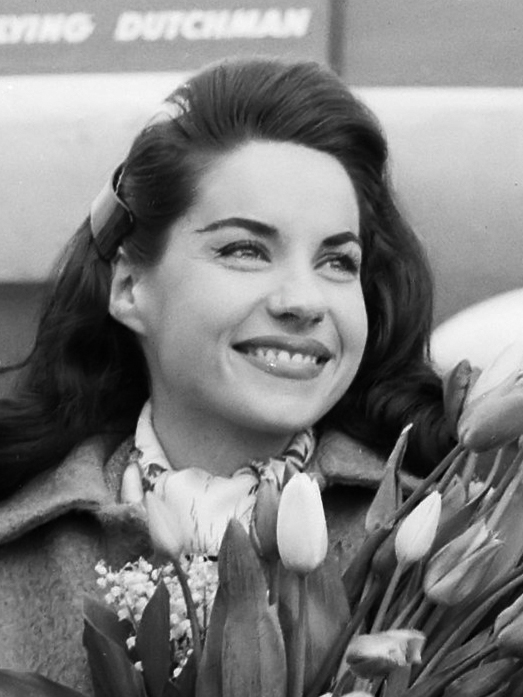
Jacqueline Boyer (1960)
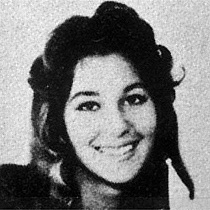
Cher (1960)
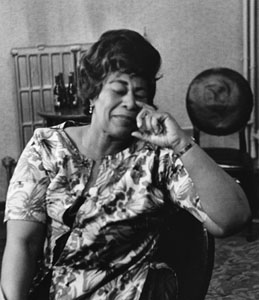
Ella Fitzgerald (1960)
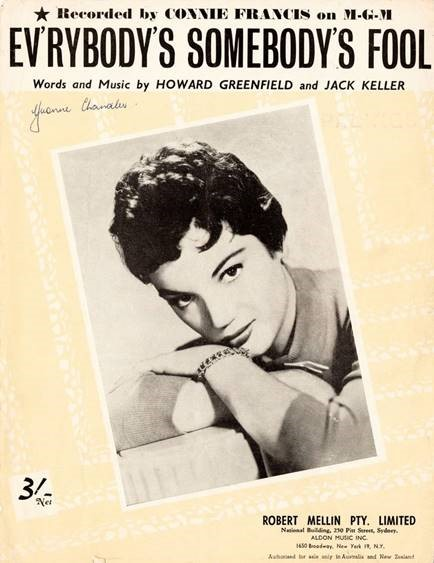
Connie Francis (1960)
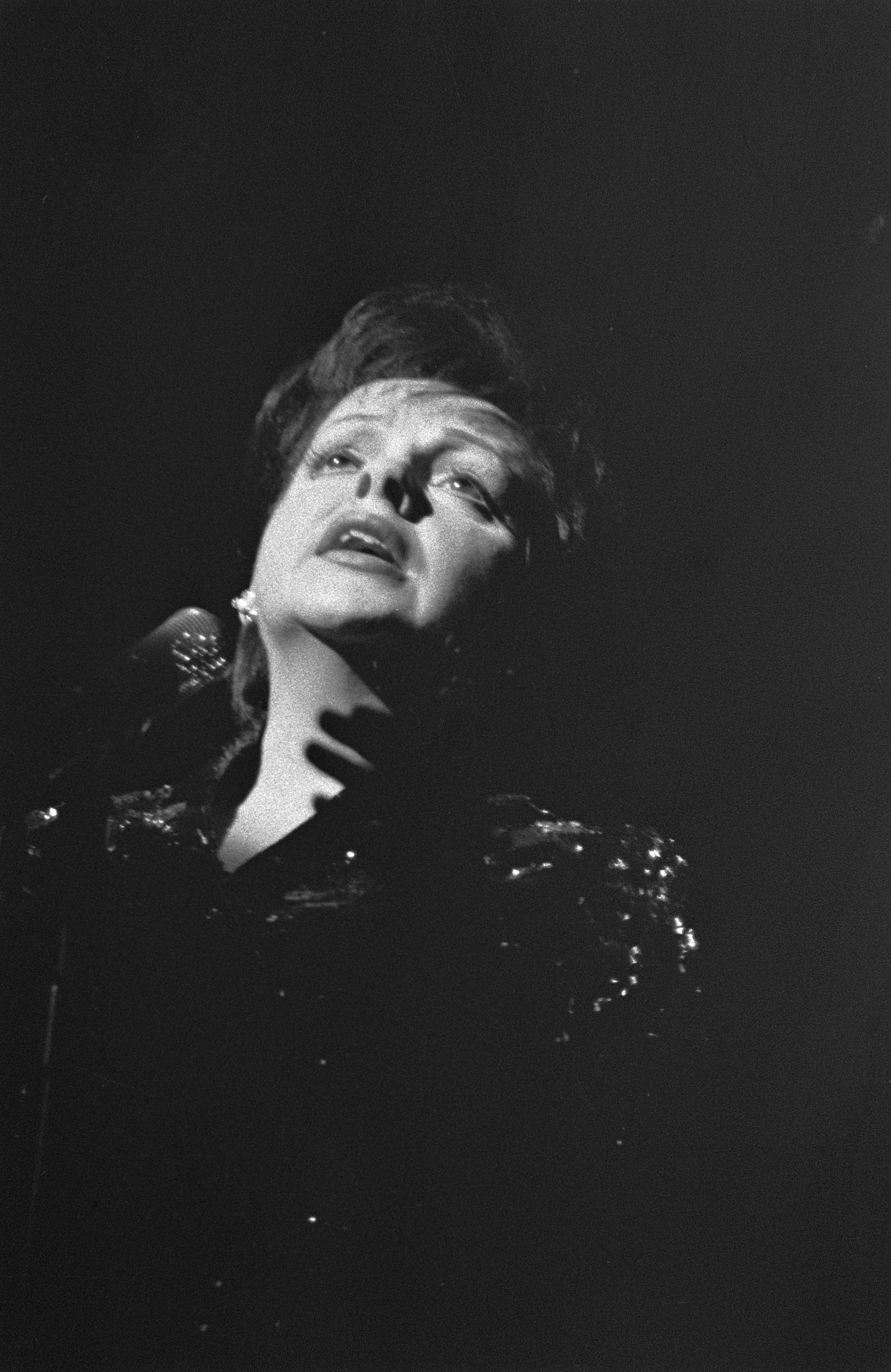
Judy Garland (1960)
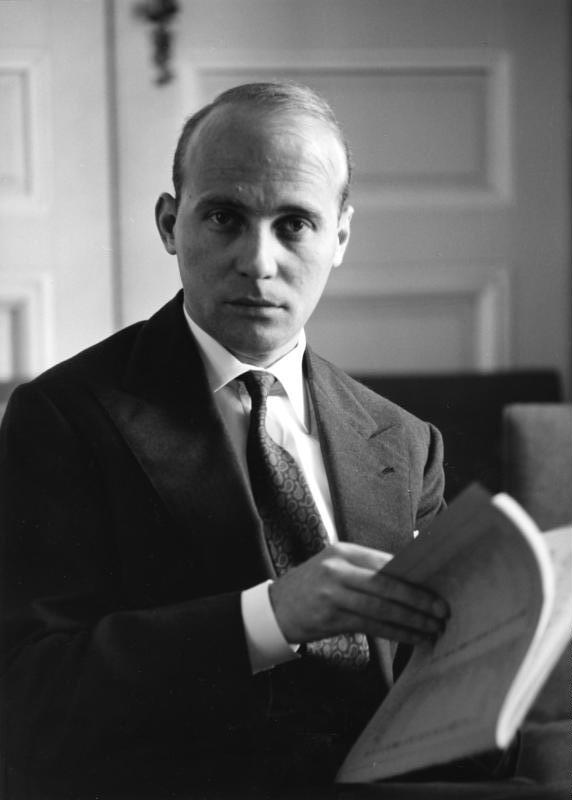
Hans Werner Henze (1960)
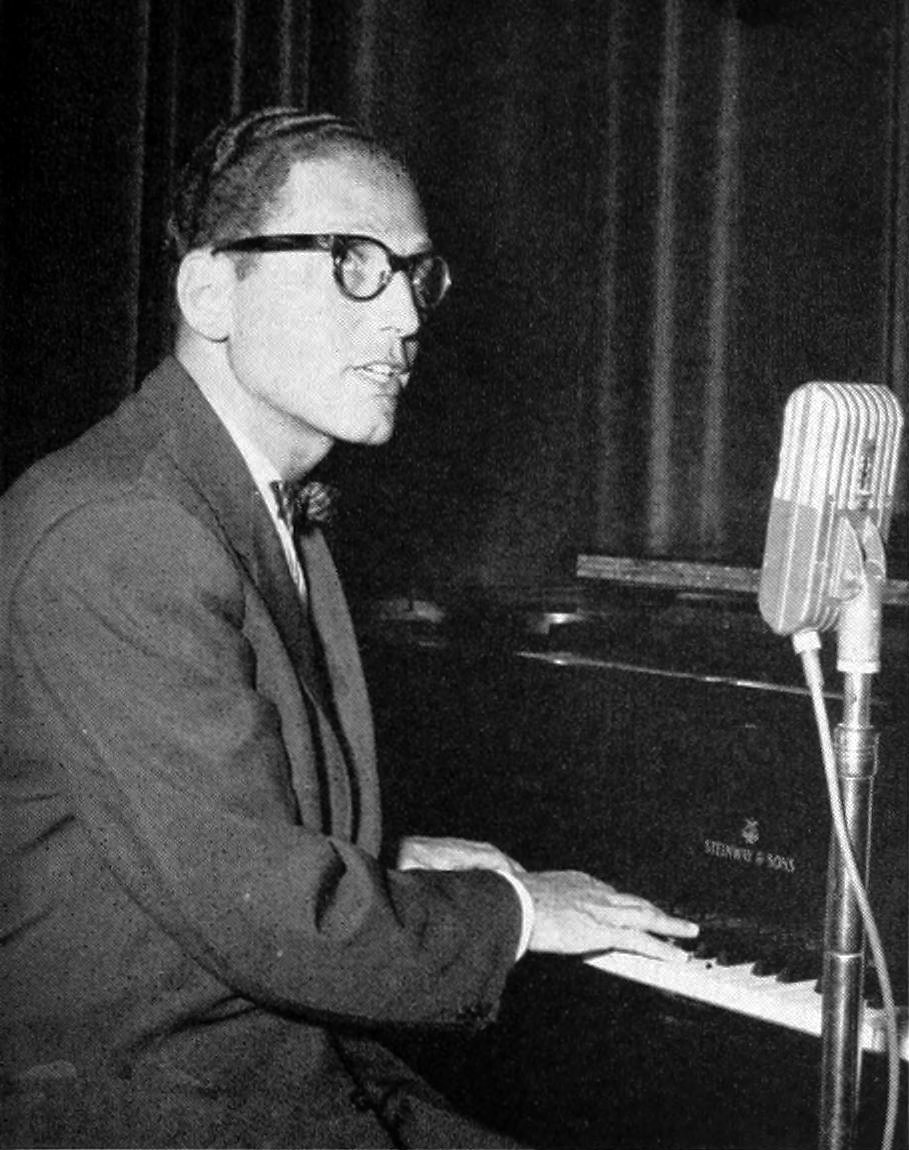
Tom Lehrer (1960)
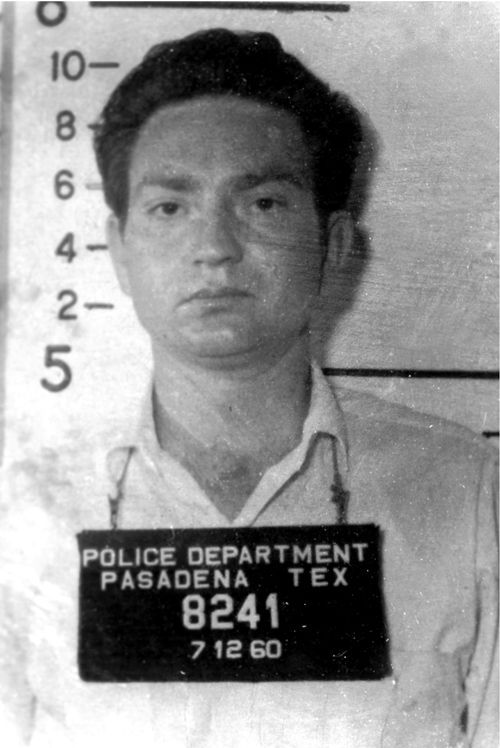
Willie Nelson (1960)
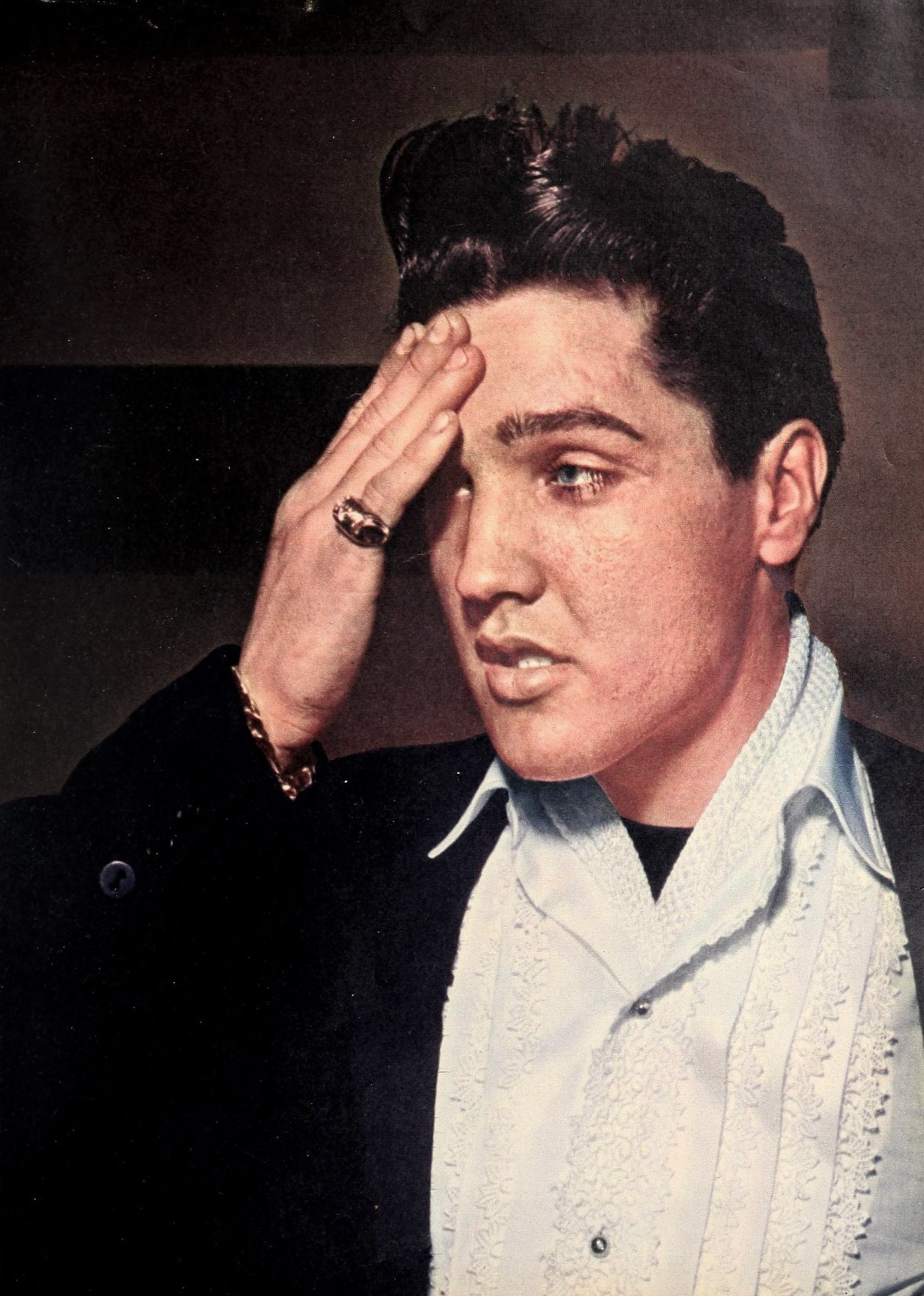
Elvis Presley (1960)
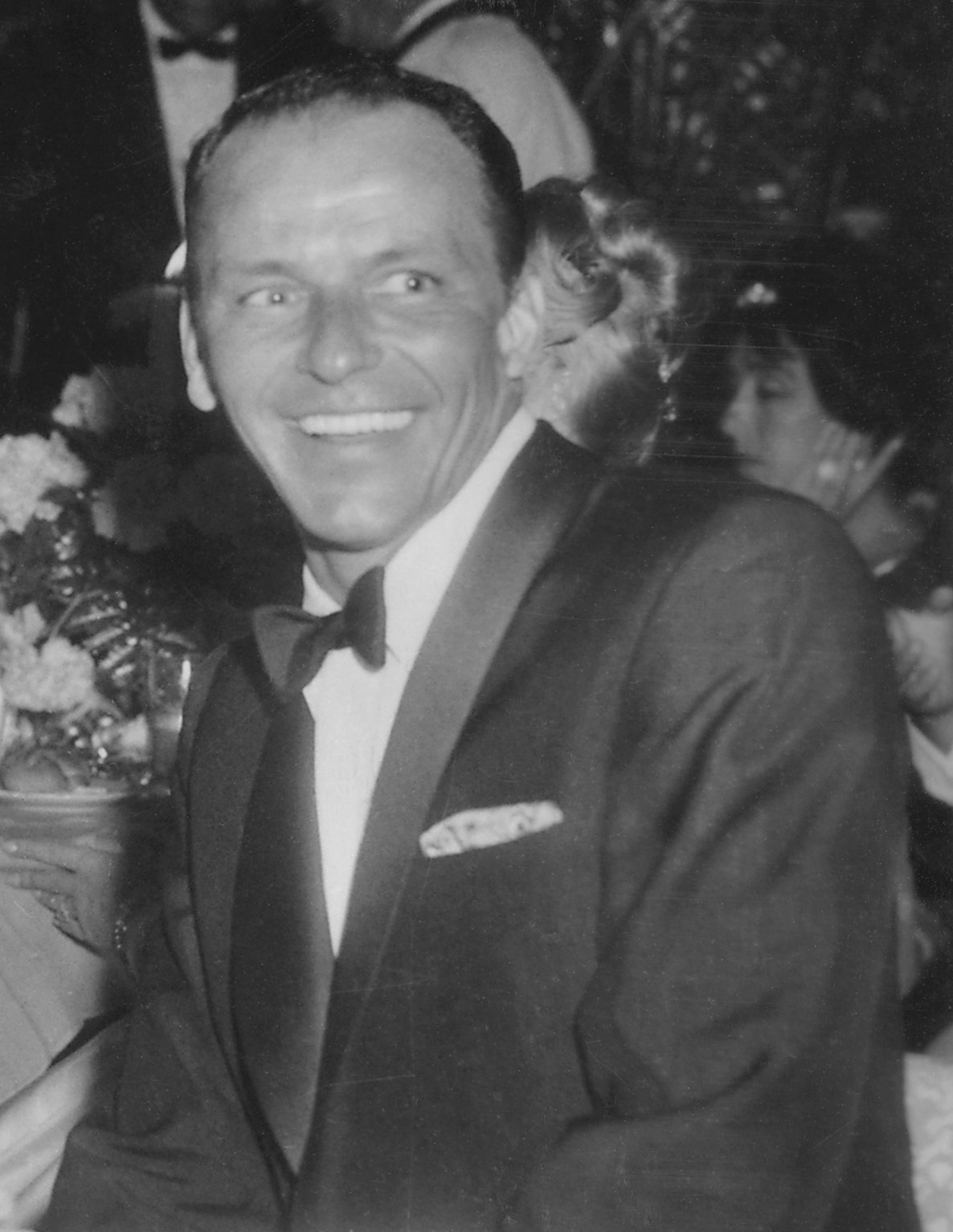
Frank Sinatra (1960)

## Musikcharts

### Deutschland
| Position | Singles                                                                    |
| -------- | -------------------------------------------------------------------------- |
|          |                                                                            |
| 1        | Marina Rocco Granata                                                       |
| 2        | Banjo Boy Jan & Kjeld                                                      |
| 3        | Unter fremden Sternen (fährt ein weißes Schiff nach Hongkong) Freddy Quinn |
| 4        | Ein Schiff wird kommen (Hafen von Piräus) Lale Andersen                    |
| 5        | Seemann (deine Heimat ist das Meer) Lolita                                 |
| 6        | It’s Now or Never Elvis Presley                                            |
| 7        | Wir wollen niemals auseinandergehn Heidi Brühl                             |
| 8        | Melodie der Nacht Freddy Quinn                                             |
| 9        | Kein Land kann schöner sein René Carol                                     |
| 10       | Kalkutta liegt am Ganges Vico Torriani                                     |

Die längsten Nummer-eins-Singles
Lieder, die die meiste Zeit während eines anderen Jahres auf Platz 1 der Charts verbrachten, werden hier nicht aufgeführt.
1. Rocco Granata / Will Brandes – Marina; Heidi Brühl – Wir wollen niemals auseinandergehn; Lale Andersen / Caterina Valente / Melina Mercouri – Ein Schiff wird kommen (jeweils 2 Monate)

Alle weiteren Lieder waren einen Monat auf Platz 1 gelistet.
Alle Nummer-eins-Hits und die Hits des Jahres

### Vereinigtes Königreich
| Singles                                                    | Position | Alben                                                       |
| ---------------------------------------------------------- | -------- | ----------------------------------------------------------- |
|                                                            |          |                                                             |
| Cathy’s Clown Everly Brothers                              | 1        | South Pacific (Soundtrack)                                  |
| Please Don’t Tease Cliff Richard & the Shadows             | 2        | Down Drury Lane to Memory Lane One Hundred and One Strings  |
| A Mess of Blues / The Girl of My Best Friend Elvis Presley | 3        | Elvis Is Back Elvis Presley                                 |
| Handy Man Jimmy Jones                                      | 4        | It’s Everly Time The Everly Brothers                        |
| It’s Now or Never Elvis Presley                            | 5        | Me and My Shadows Cliff Richard & the Shadows               |
| Apache The Shadows                                         | 6        | The Black and White Minstrel Show George Mitchell Minstrels |
| Save the Last Dance for Me The Drifters                    | 7        | Oliver! (Original London Cast)                              |
| Why? Anthony Newley                                        | 8        | Hi-Fi Companion Album Ray Conniff                           |
| Because They’re Young Duane Eddy                           | 9        | The Button-Down Mind of Bob Newhart Bob Newhart             |
| Shakin’ All Over Johnny Kidd & the Pirates                 | 10       | The Explosive Freddy Cannon Freddy Cannon                   |

Die längsten Nummer-eins-Singles
Lieder, die die meiste Zeit während eines anderen Jahres auf Platz 1 der Charts verbrachten, werden hier nicht aufgeführt.
1. Elvis Presley – It’s Now or Never (8 Wochen)
2. The Everly Brothers – Cathy’s Clown (7 Wochen)
3. Anthony Newley – Why?; The Shadows – Apache (jeweils 5 Wochen)

Die längsten Nummer-eins-Alben
Alben, die die meiste Zeit während eines anderen Jahres auf Platz 1 der Charts verbrachten, werden hier nicht aufgeführt.
1. (Soundtrack) – South Pacific (45 Wochen)
2. One Hundred and One Strings – Down Drury Lane to Memory Lanes (5 Wochen)

Alle weiteren Alben waren eine Woche auf Platz 1 gelistet.
Alle Nummer-eins-Hits und die Hits des Jahres

### Vereinigte Staaten
Die längsten Nummer-eins-Singles
Lieder, die die meiste Zeit während eines anderen Jahres auf Platz 1 der Charts verbrachten, werden hier nicht aufgeführt.
1. Percy Faith & His Orchestra – Theme from “A Summer Place” (9 Wochen)
2. The Everly Brothers – Cathy’s Clown; Elvis Presley with The Jordanaires – It’s Now or Never; Elvis Presley with The Jordanaires – Are You Lonesome Tonight? (jeweils 5 Wochen)
3. Elvis Presley with The Jordanaires – Stuck on You (4 Wochen)

Die längsten Nummer-eins-Alben (Mono)
Alben, die die meiste Zeit während eines anderen Jahres auf Platz 1 der Charts verbrachten, werden hier nicht aufgeführt.
1. Bob Newhart – The Button-Down Mind of Bob Newhart (14 Wochen)
2. Original Broadway Cast – The Sound of Music (12 Wochen)
3. The Kingston Trio – Sold Out (10 Wochen)

Die längsten Nummer-eins-Alben (Stereo)
Alben, die die meiste Zeit während eines anderen Jahres auf Platz 1 der Charts verbrachten, werden hier nicht aufgeführt.
1. Original Broadway Cast – The Sound of Music (15 Wochen)
2. Terry Snyder & The All Stars – Persuasive Percussion (13 Wochen)
3. The Kingston Trio – String Along (9 Wochen)

Alle Nummer-eins-Hits und die Hits des Jahres

### Charts in weiteren Ländern
Siehe auch: Nummer-eins-Hits 1960 in  Australien, Belgien, Deutschland, Frankreich, Italien, den Niederlanden, Norwegen, Spanien, den Vereinigten Staaten und im Vereinigten Königreich.

## Musikpreise und Ehrungen

### Musikwettbewerbe
Eurovision Song Contest
1. Jacqueline Boyer: Tom Pillibi
2. Bryan Johnson: Looking High, High, High
3. François Deguelt: Ce soir-là
4. Nora Brockstedt: Voi voi
5. Wyn Hoop: Bonne nuit ma chérie

## Gründungen
- Jenaer Oldtimers – Dixieland-Formation in der DDR
- The Beatles – aus Liverpool stammende britische Beat-, Rock- und Pop-Band
- The King Bees – in New York ansässige Rhythm-and-Blues-Musikgruppe
- The Rattles – deutsche Beat- und Rockband
- The Tonics – deutsche Beat- und Rockband aus Hamburg

## Neuveröffentlichungen (Auswahl)

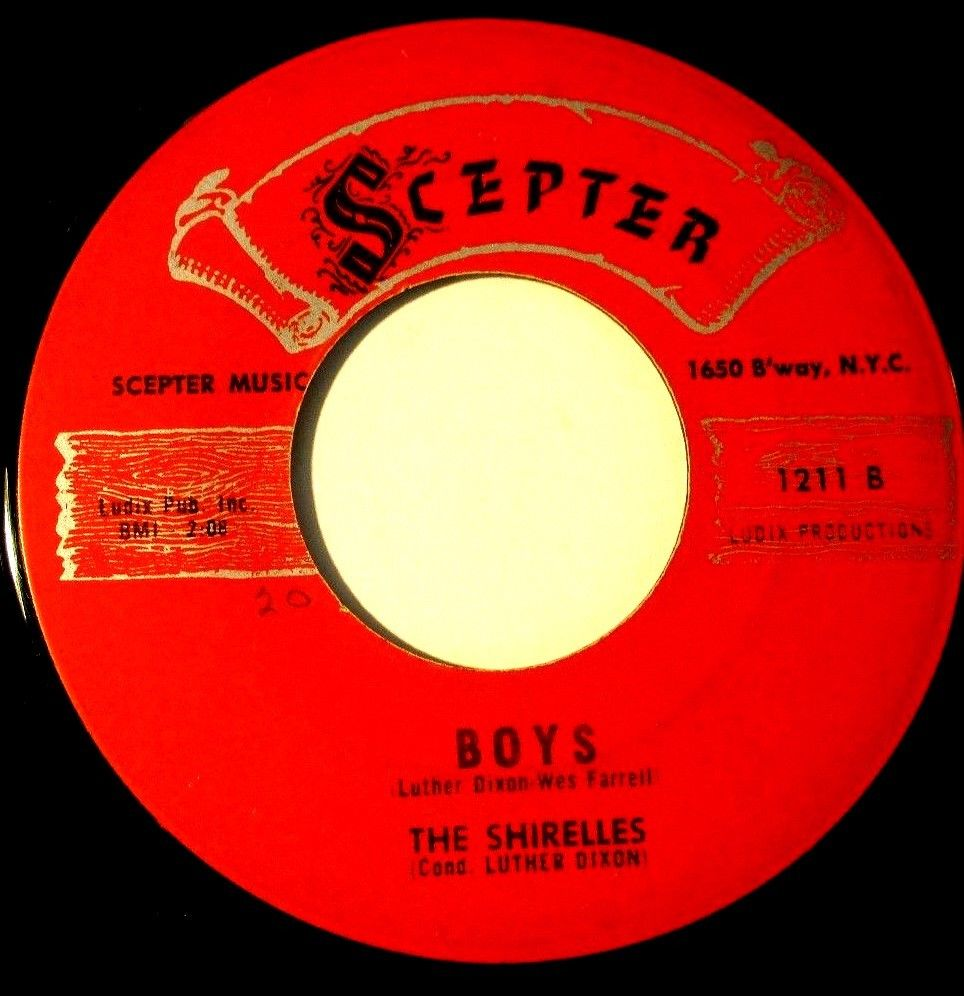
The Shirelles – Boys
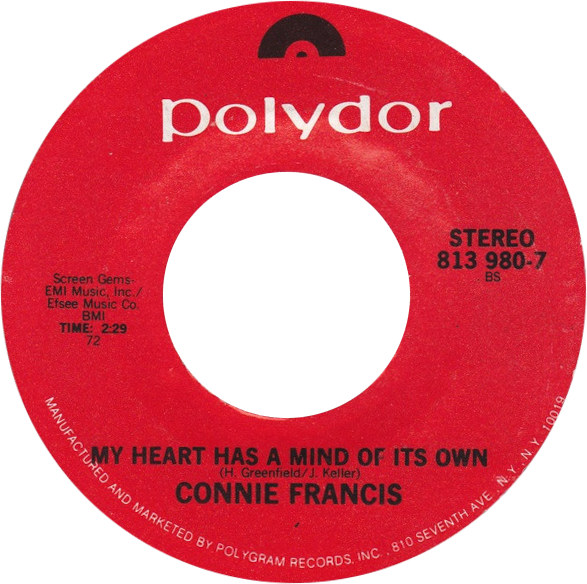
Connie Francis – My Heart has a Mind of its own
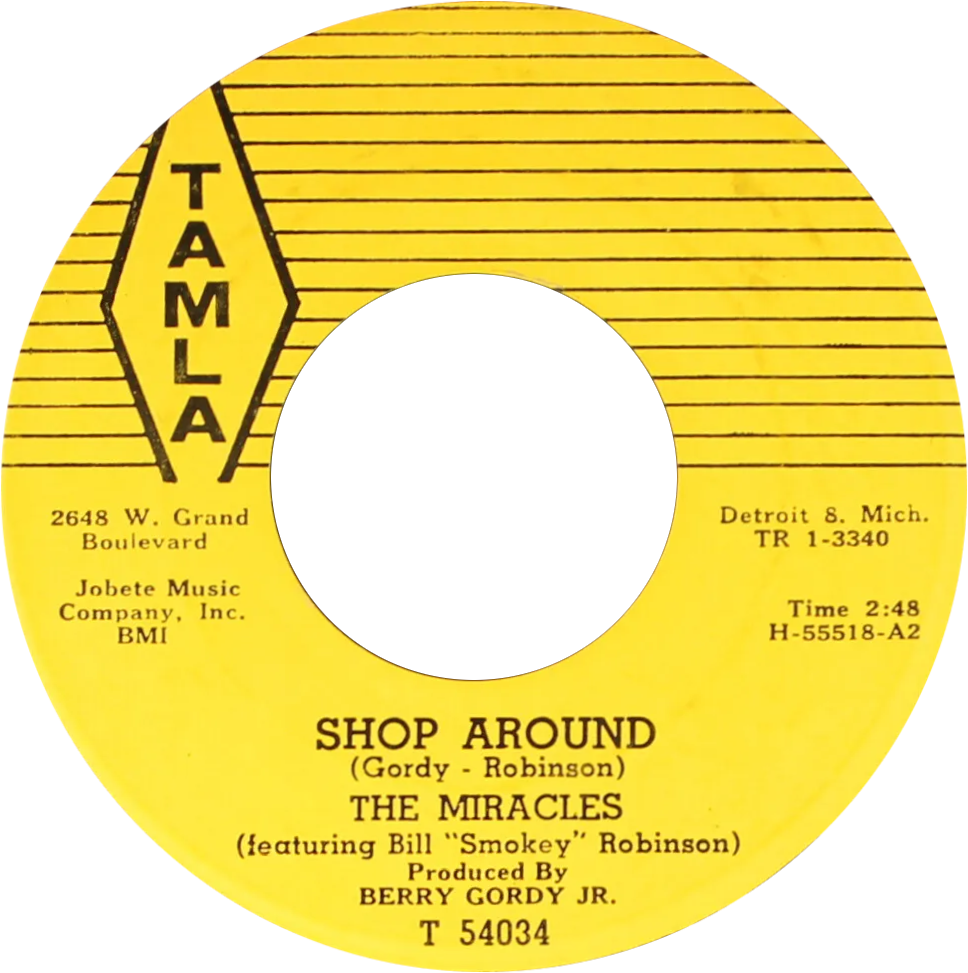
The Miracles – Shop Around
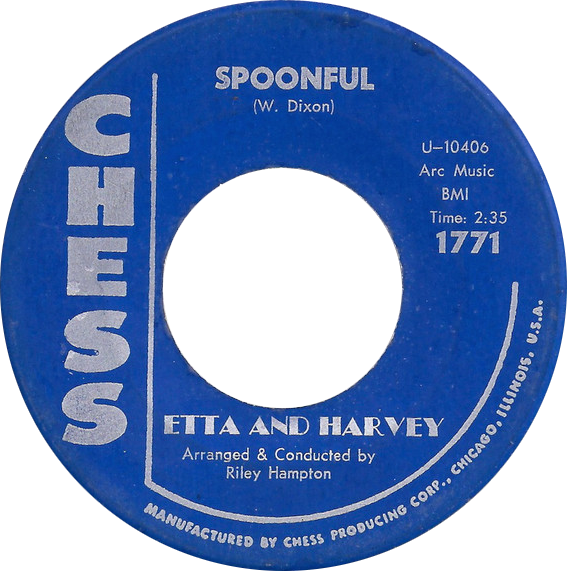
Etta James und Harvey Fuqua – Spoonful
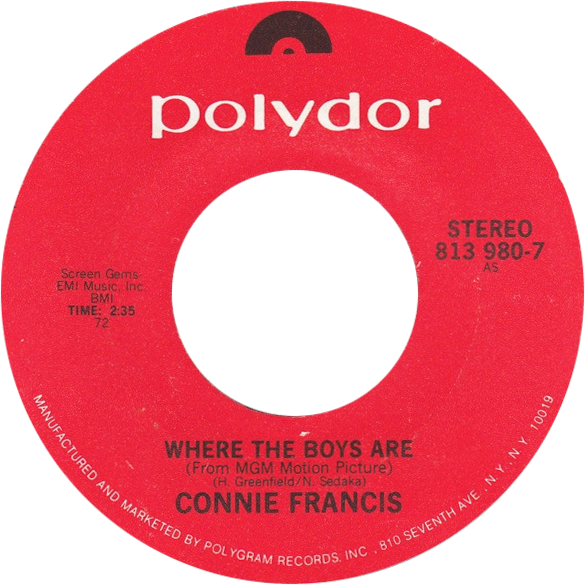
Connie Francis – Where the Boys Are
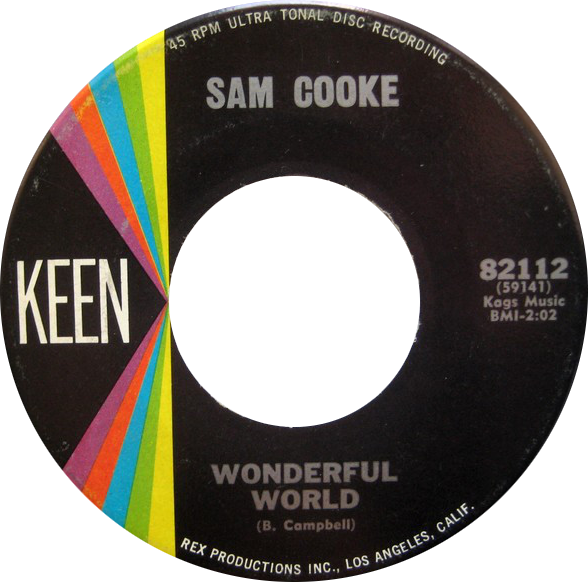
Sam Cooke – Wonderful World

### Lieder und Kompositionen
| Lied                                             | Text                               | Musik                              | Erstinterpret         | Label            | Veröffentlichung | Genre      | Album                                   | Weitere Informationen |
| ------------------------------------------------ | ---------------------------------- | ---------------------------------- | --------------------- | ---------------- | ---------------- | ---------- | --------------------------------------- | --- |
| Al Watan Al Akbar                                | Ahmad Shafik Kamal                 | Mohammed Abdel Wahab               |                       |                  | 1960             |            |                                         | Lied zur Vereinigung von Ägypten und Syrien zur Vereinigten Arabischen Republik |
| Apache                                           |                                    | Jerry Lordan                       | The Shadows           | Columbia Records | 8. Juli 1960     | Pop        |                                         | |
| Baby Sittin’ Boogie                              | Johnny Parker                      | Johnny Parker                      | Buzz Clifford         | Columbia Records | 1960             | Pop        |                                         | |
| Corcovado                                        | Antônio Carlos Jobim               | Antônio Carlos Jobim               |                       |                  | 1960             | Bossa-Nova |                                         | Jazzstandard. Ins Englische wurde der Song mit dem Titel Quiet Nights of Quiet Stars übersetzt. Der englische Text stammt von Gene Lees. |
| Da sprach der alte Häuptling                     | Werner Scharfenberger, Peter Wehle | Werner Scharfenberger, Peter Wehle | Gus Backus            | Polydor          | November 1960    | Schlager   | Wooden Heart                            | |
| Die Glocken von Noworossijsk                     | Kira Alemassowa                    | Dmitri Schostakowitsch             |                       |                  | 1960             | Hymne      |                                         | Wurde von Dmitri Schostakowitsch für die Gedenkstätte des Großen Vaterländischen Krieges auf dem Heldenplatz von Noworossijsk komponiert, wo es seit der Einweihung der Gedenkstätte im Jahr 1960 ununterbrochen nach einem festen Zeitplan gespielt wird. |
| Einen Ring mit zwei blutroten Steinen            | Heinz Kück                         | Heinz Kück                         | Caterina Valente      | Decca Records    | 1960             | Schlager   |                                         | |
| Giant Steps                                      |                                    | John Coltrane                      | John Coltrane         | Atlantic Records | 27. Januar 1960  | Jazz       | Giant Steps                             | Jazzstandard |
| Have You Ever Loved a Woman                      | Billy Myles                        | Billy Myles                        | Freddy King           |                  | Oktober 1960     | Blues      |                                         | |
| Itsy Bitsy Teenie Weenie Yellow Polka Dot Bikini | Paul Vance                         | Lee Pockriss                       | Brian Hyland          | Leader Records   | 1960             | Pop        |                                         | |
| Jenny                                            | Udo Jürgens                        | Udo Jürgens                        | Udo Jürgens           | Polydor          | Oktober 1960     | Schlager   | Portrait in Musik                       | |
| Kom van dat dak af                               | Peter Koelewijn                    | Peter Koelewijn                    | Peter en zijn Rockets | Imperial Records | 8. Januar 1960   | Rock       |                                         | |
| Only the Lonely (Know the Way I Feel)            | Roy Orbison, Joe Melson            | Roy Orbison, Joe Melson            | Roy Orbison           | Monument Records | Mai 1960         | Rock       |                                         | |
| Paper Roses                                      | Fred Spielman, Janice Torre        | Fred Spielman, Janice Torre        | Anita Bryant          | Carlton          | 1960             | Pop        | Hear Anita Bryant in Your Home Tonight! | |
| Schnaps, das war sein letztes Wort               | Heino Gaze und Günther Schwenn     | Heino Gaze und Günther Schwenn     | Willy Millowitsch     | Ariola           | 1960             | Schlager   |                                         | |
| The Twist                                        | Hank Ballard                       | Hank Ballard                       | Chubby Checker        | Parkway Records  | 1960             | Pop        |                                         | Coverversion des Liedes von Hank Ballard aus dem Jahr 1958. Das Lied zum Symbolsong für den gleichnamigen Tanz |
| Wir wollen niemals auseinandergehn               | Bruno Balz                         | Michael Jary                       | Heidi Brühl           | Philips Records  | 1960             | Schlager   |                                         | |

### Alben
| Album                                        | Interpret                        | Label             | Veröffentlichung | Genre    | Weitere Informationen |
| -------------------------------------------- | -------------------------------- | ----------------- | ---------------- | -------- | --------------------- |
| A Night in Tunisia                           | Art Blakey & the Jazz Messengers | Blue Note Records | 1960             | Jazz     |                       |
| At the Blackhawk                             | Thelonious Monk                  | Riverside Records | 1960             | Jazz     |                       |
| Blues and Roots                              | Charles Mingus                   | Atlantic Records  | 4. April 1960    | Jazz     |                       |
| Curtis Fuller Volume 3                       | Curtis Fuller                    | Blue Note Records | Dezember 1960    | Jazz     |                       |
| Ella Wishes You a Swinging Christmas         | Ella Fitzgerald                  | Verve Records     | 1960             | Jazz     |                       |
| Freddy und die Melodie der Nacht             | Freddy Quinn                     | Polydor           | 1960             | Schlager | EP                    |
| Giant Steps                                  | John Coltrane                    | Atlantic Records  | 27. Januar 1960  | Jazz     |                       |
| Mingus                                       | Charles Mingus                   | Candid Records    | 1960             | Jazz     |                       |
| Portrait in Jazz                             | Bill Evans                       | Riverside Records | 1960             | Jazz     |                       |
| Ride This Train                              | Johnny Cash                      | Columbia Records  | 1960             | Country  |                       |
| Sketches of Spain                            | Miles Davis                      | Columbia Records  | 18. Juli 1960    | Jazz     |                       |
| The Incredible Jazz Guitar of Wes Montgomery | Wes Montgomery                   | Riverside Records | 1960             | Jazz     |                       |
| We Insist! Freedom Now Suite                 | Max Roach                        | Candid Records    | Dezember 1960    | Jazz     |                       |

## Geboren

### Januar
- 02. Januar: Bernard Fowler, US-amerikanischer Musiker (Gesang, Posaune, Keyboards, Songwriting)
- 02. Januar: Laura Littardi, italienische Jazzmusikerin (Gesang, Komposition) († 2024)
- 03. Januar: Marla Glen, US-amerikanische Sängerin

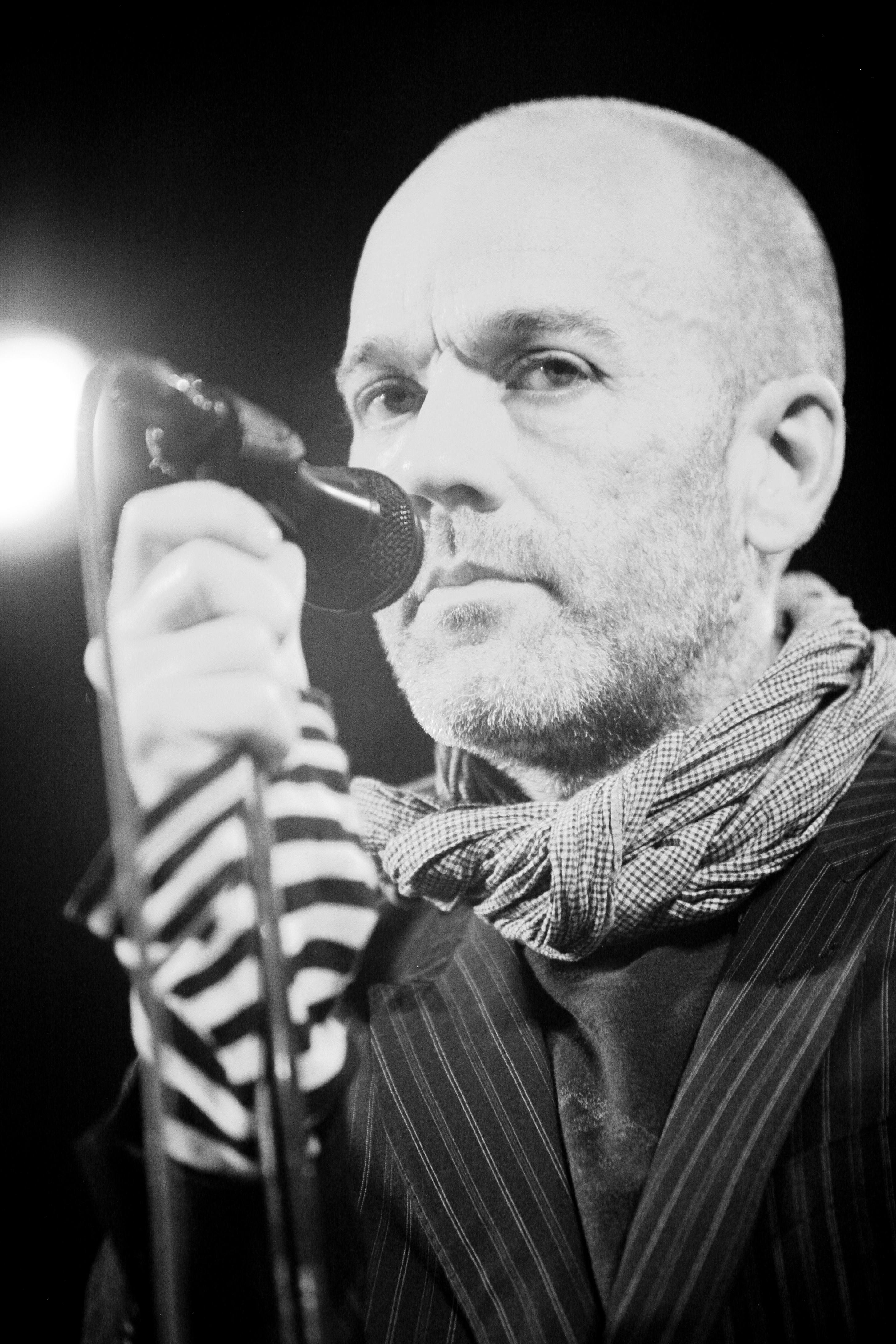
Michael Stipe; * 4. Januar

- 04. Januar: Michael Stipe, US-amerikanischer Sänger und Musiker (R.E.M.)
- 08. Januar: Dave Weckl, US-amerikanischer Schlagzeuger
- 11. Januar: Ralf Dörper, deutscher Elektronik-Musiker
- 16. Januar: Marinho Boffa, brasilianischer Pianist, Arrangeur und Komponist
- 20. Januar: Peter Musebrink, deutscher Musiker, Komponist, Musikproduzent, Programmierer und Gitarrist
- 20. Januar: Jeff „Tain“ Watts, US-amerikanischer Jazz-Schlagzeuger
- 22. Januar: Michael Hutchence, australischer Sänger der Rockband INXS († 1997)
- 26. Januar: Charlie Gillingham, US-amerikanischer Multiinstrumentalist
- 26. Januar: María Rivas, venezolanische Sängerin und Komponistin († 2019)

### Februar
- 07. Februar: Steve Bronski, britischer Musiker und Keyboarder († 2021)

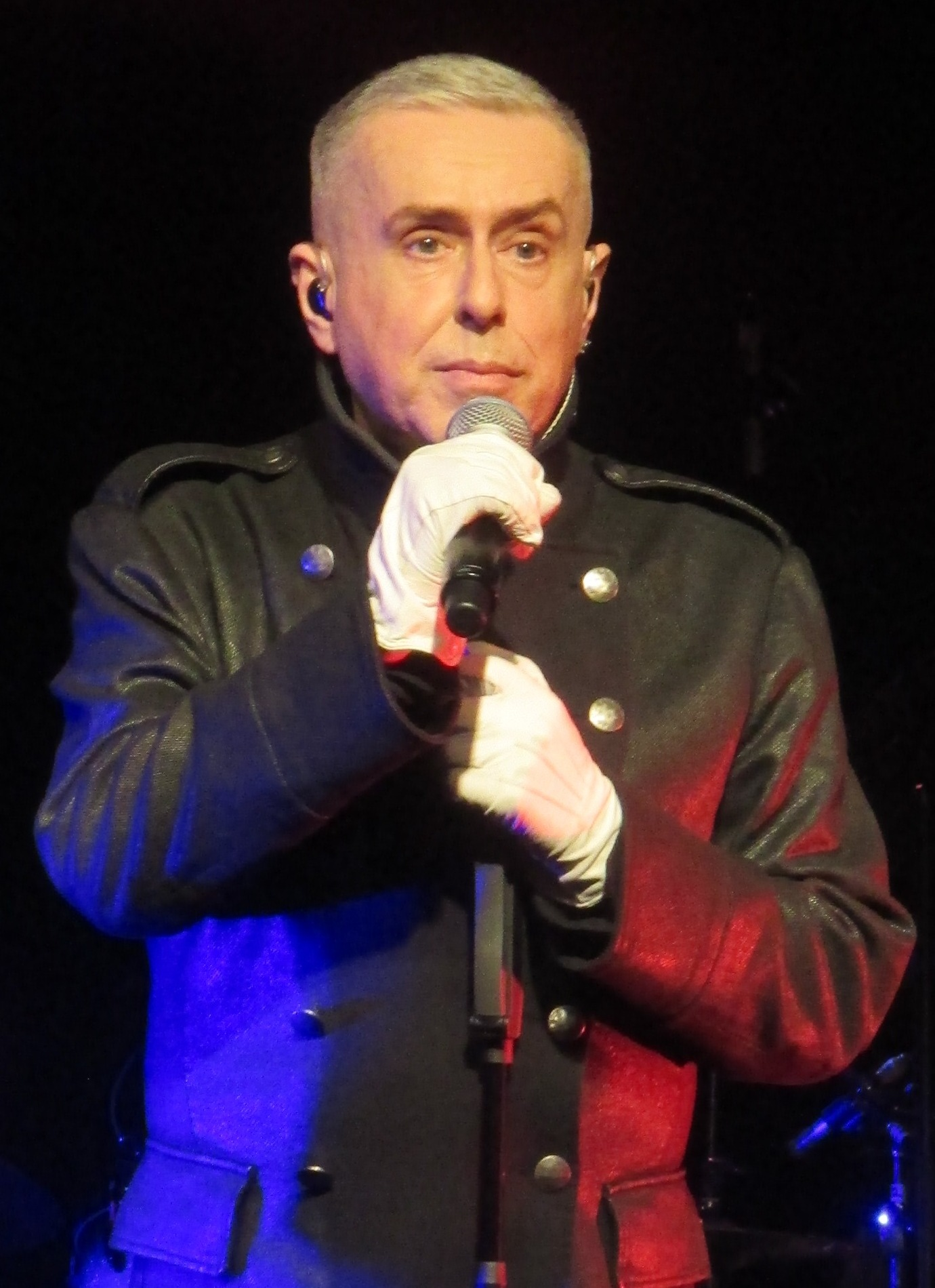
Holly Johnson; * 9. Februar

- 09. Februar: Holly Johnson, britischer Sänger
- 09. Februar: Frederik Ndoci, albanischer Sänger
- 11. Februar: Lydia Wong, kanadische Pianistin und Musikpädagogin
- 13. Februar: Peter Baartmans, niederländischer Pianist und Komponist († 2024)
- 14. Februar: Jocelyn Pook, englische Komponistin und Violinistin
- 14. Februar: Meg Tilly, US-amerikanische Schauspielerin, Tänzerin und Autorin
- 15. Februar: Enrique Urquijo, spanischer Sänger und Komponist († 1999)
- 18. Februar: Dirk Brossé, belgischer Komponist und Dirigent
- 18. Februar: Gazebo, italienischer Musiker
- 20. Februar: Hardy Mertens, niederländischer Komponist und Dirigent
- 26. Februar: Jaz Coleman, britischer Musiker
- 28. Februar: Angela McCluskey, britische Sängerin und Songwriterin († 2024)

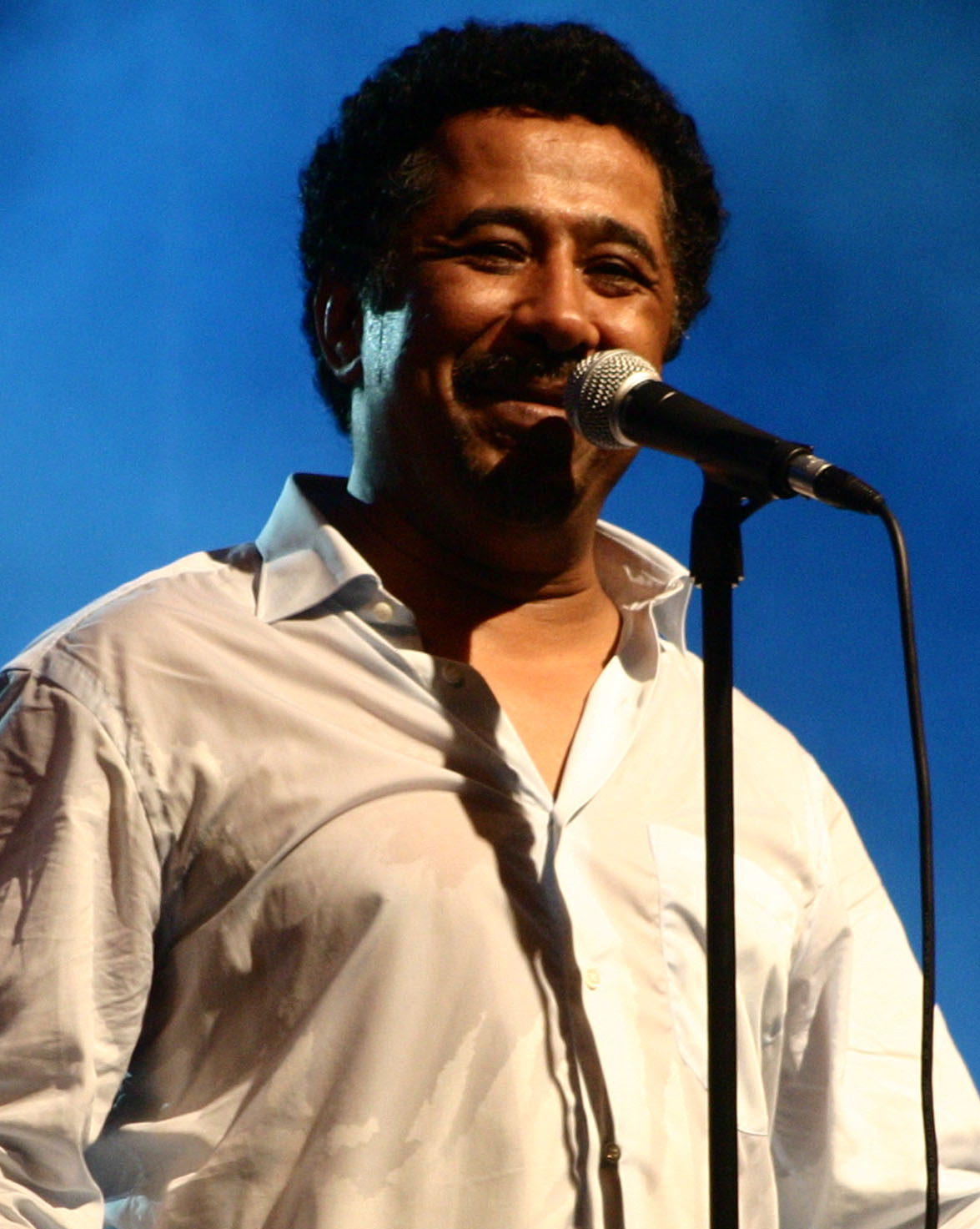
Cheb Khaled; * 29. Februar

- 29. Februar: Cheb Khaled, Vertreter der algerischen Volks- und Populärmusik Raï

### März
- 02. März: Lennart Ginman, dänischer Jazzbassist
- 03. März: Chachamaru, japanischer Gitarrist
- 05. März: David Tibet, Musiker, Maler, Sänger
- 10. März: Uwe Fahrenkrog-Petersen, deutscher Musikproduzent und Komponist
- 11. März: Tommy Nilsson, schwedischer Pop-Rock-Sänger

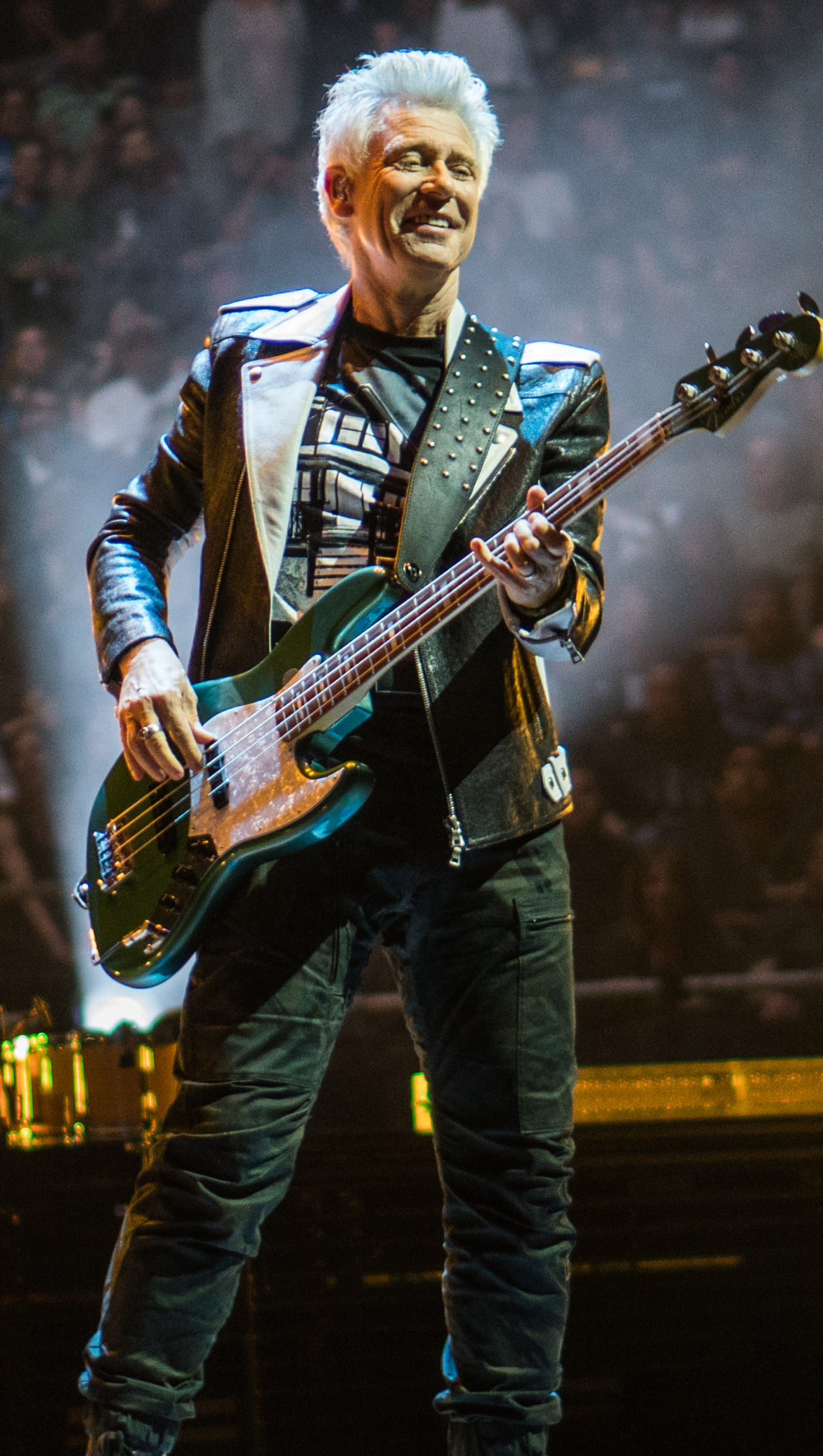
Adam Clayton; * 13. März

- 13. März: Adam Clayton, britischer Bassist (U2)
- 13. März: Gal Rasché, russisch-österreichische Dirigentin
- 13. März: Quique Sinesi, argentinischer Gitarrist
- 14. März: Louise Robey, kanadische Sängerin, Schauspielerin und Model
- 16. März: Craig P. First, US-amerikanischer Komponist und Musikpädagoge
- 16. März: Steve Noble, britischer Jazzschlagzeuger
- 18. März: Reinhard Amon, österreichischer Musikwissenschaftler und Autor
- 19. März: Pepe Justicia, spanischer Gitarrist († 2024)
- 19. März: Lawrence Zoernig, US-amerikanischer Cellist und Komponist († 2017)
- 20. März: Jo Bohnsack, deutscher Musiker († 2024)
- 20. März: Benoît Duteurtre, französischer Musikkritiker und Schriftsteller († 2024)
- 21. März: Dominic Miller, argentinischer Gitarrist
- 23. März: Marc Hantaï, französischer Traversflötist und Kammermusiker
- 23. März: Espen Beranek Holm, norwegischer Rockmusiker und Comedian

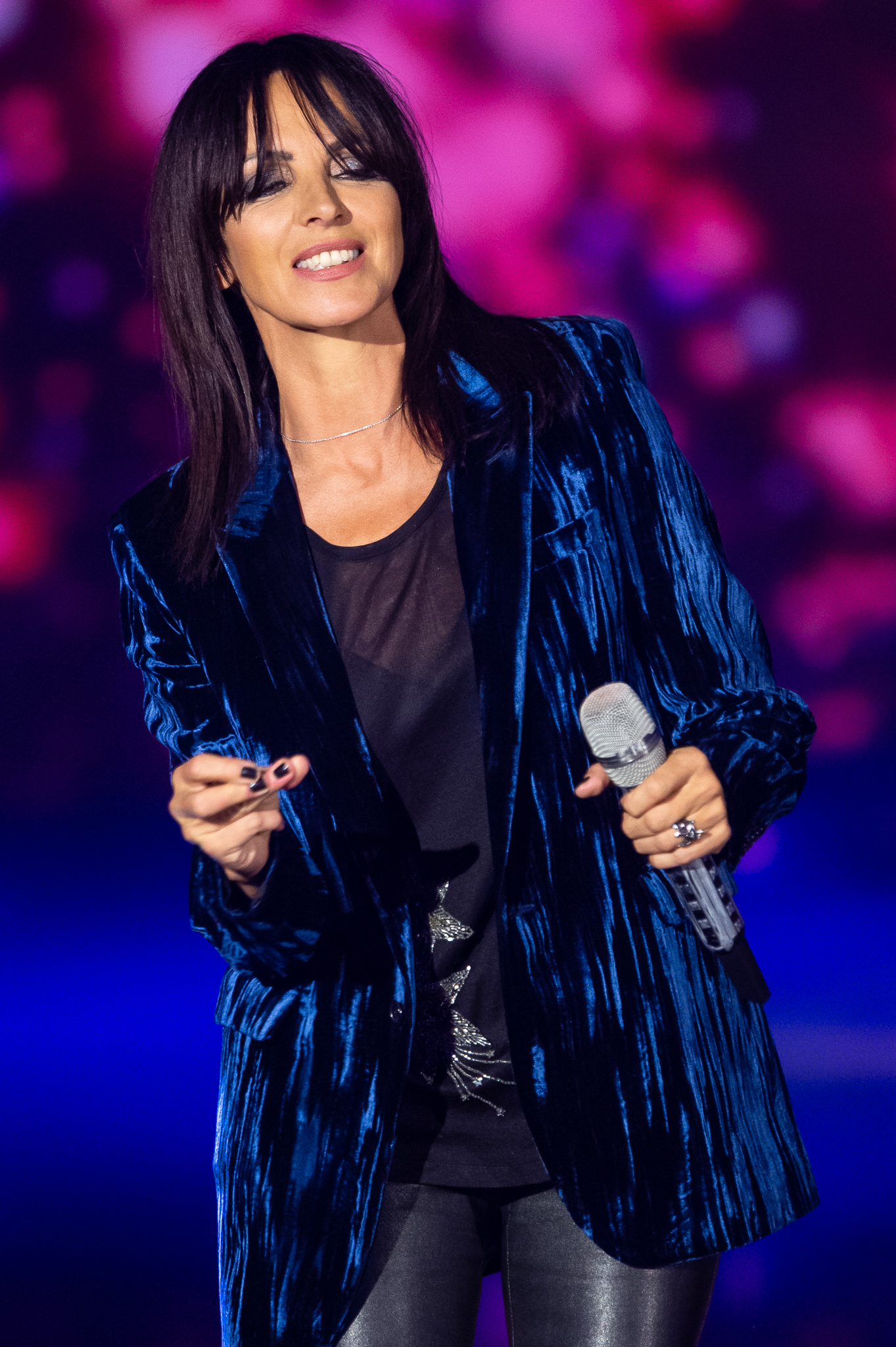
Nena; * 24. März

- 24. März: Nena, deutsche Popmusikerin
- 26. März: Ray Kaczynski, US-amerikanischer Komponist und (Jazz-)Schlagzeuger
- 26. März: Axel Prahl, deutscher Schauspieler, Synchronsprecher und Musiker
- 29. März: Chano Domínguez, spanischer Jazzpianist
- 31. März: Popa Chubby, US-amerikanischer Bluesmusiker

### April
- 04. April: Jane Eaglen, englische Opernsängerin
- 04. April: Maribelle, niederländische Sängerin
- 08. April: Greg Iles, US-amerikanischer Schriftsteller und Musiker († 2025)
- 10. April: Maja Catrin Fritsche, deutsche Schlagersängerin
- 10. April: Katrina Leskanich, US-amerikanische Musikerin
- 14. April: Norbert Rier, italienischer Musiker
- 16. April: Mikel Herzog, baskischer Sänger
- 18. April: Matthias Schubert, deutscher Jazzmusiker
- 20. April: Helmut Strobl, österreichischer Jazzmusiker, Arrangeur und Kapellmeister
- 23. April: Hajime Mizoguchi, japanischer Cellist und Komponist
- 24. April: Friðrik Karlsson, isländischer Musiker
- 24. April: Genevieve Lemon, australische Schauspielerin und Sängerin

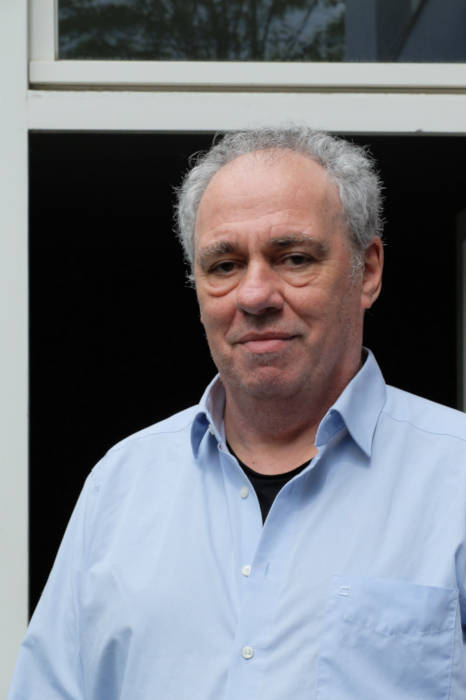
Sidney Corbett; * 26. April

- 26. April: Sidney Corbett, US-amerikanischer Komponist Neuer Musik, E-Gitarrist und Professor für Komposition
- 26. April: Andrei Minchanowitsch Surotdinow, russischer Musiker und Filmkomponist
- 26. April: Roger Taylor, Schlagzeuger der Popgruppe Duran Duran
- 28. April: Paul Giordimaina, maltesischer Sänger, Pianist und Komponist
- 29. April: Gerard Joling, niederländischer Popsänger

### Mai
- 01. Mai: Jorge Muñiz, mexikanischer Schauspieler, Sänger und Moderator
- 03. Mai: Steffen Schleiermacher, deutscher Komponist, Pianist, Dirigent
- 03. Mai: Alan Thomson, schottischer Bassgitarrist
- 04. Mai: Dainius Pulauskas, litauischer Jazzmusiker (Piano, Keyboard, Komposition)
- 06. Mai: John Flansburgh, US-amerikanischer Musiker
- 06. Mai: Elisabeth Engstler, österreichische Fernsehmoderatorin, Musicaldarstellerin und Sängerin
- 06. Mai: Kamran İnce, türkisch-amerikanischer Komponist und Musikpädagoge
- 08. Mai: Paul Harrington, irischer Musiker
- 09. Mai: Jon Klein, englischer Gitarrist

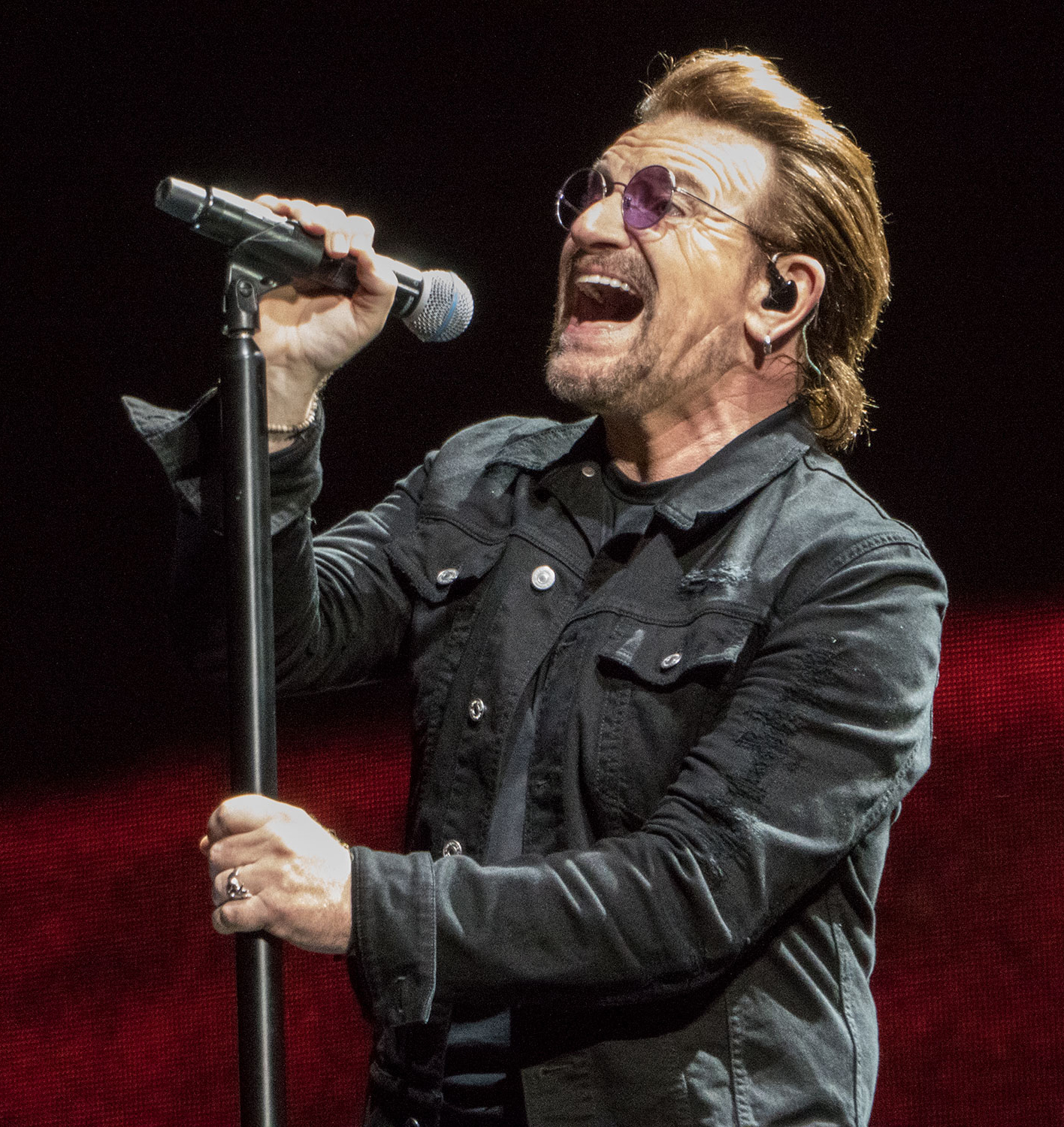
Bono; * 10. Mai

- 10. Mai: Bono, irischer Sänger und Musiker (U2)
- 11. Mai: Giusy Devinu, italienische Opernsängerin (Sopran) († 2007)
- 13. Mai: Maggie Mae, deutsche Schlagersängerin († 2021)
- 14. Mai: Anne Clark, britische Sängerin und Songschreiberin
- 16. Mai: Lynne Kieran, britische Sängerin, Songschreiberin und Arrangeurin († 2013)
- 16. Mai: Nikollë Nikprelaj, albanischer Sänger
- 18. Mai: Page Hamilton, US-amerikanischer Rocksänger und Gitarrist
- 19. Mai: Alex Jacobowitz, US-amerikanischer Xylophonspieler

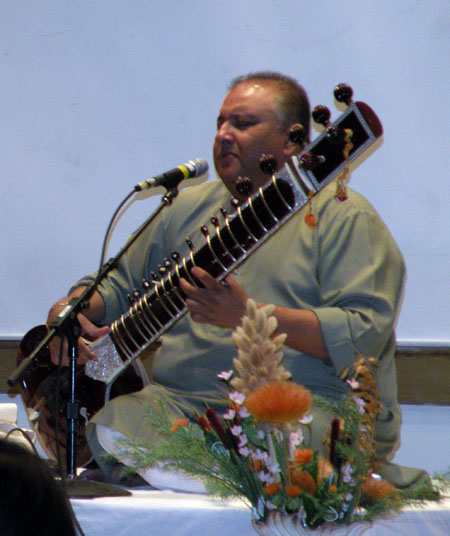
Shujaat Khan; * 19. Mai

- 19. Mai: Shujaat Khan, indischer Sitarspieler
- 19. Mai: Yazz, britische Popmusikerin
- 20. Mai: Tore Brunborg, norwegischer Jazzmusiker
- 21. Mai: Pernille Højmark, dänische Schauspielerin und Musikerin
- 22. Mai: Yeganə Axundova, aserbaidschanische Pianistin, Komponistin und Hochschullehrerin
- 24. Mai: Guy Fletcher, englischer Musiker

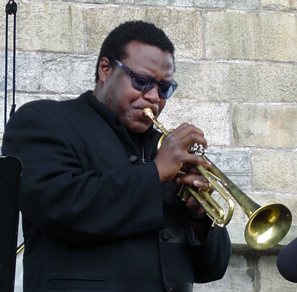
Wallace Roney; * 25. Mai

- 25. Mai: Wallace Roney, US-amerikanischer Jazz-Trompeter († 2020)
- 26. Mai: Ulla Baur, deutsche Musikerin
- 29. Mai: Jesse Johnson, US-amerikanischer Musiker
- 30. Mai: Stephen Duffy, britischer Songwriter, Sänger und Gitarrist
- 31. Mai: Larry Heard, US-amerikanischer Musiker

### Juni
- 01. Juni: Simon Gallup, britischer Bassist
- 02. Juni: Tony Hadley, britischer Popsänger
- 04. Juni: José Antonio Molina, dominikanischer Dirigent, Komponist und Pianist

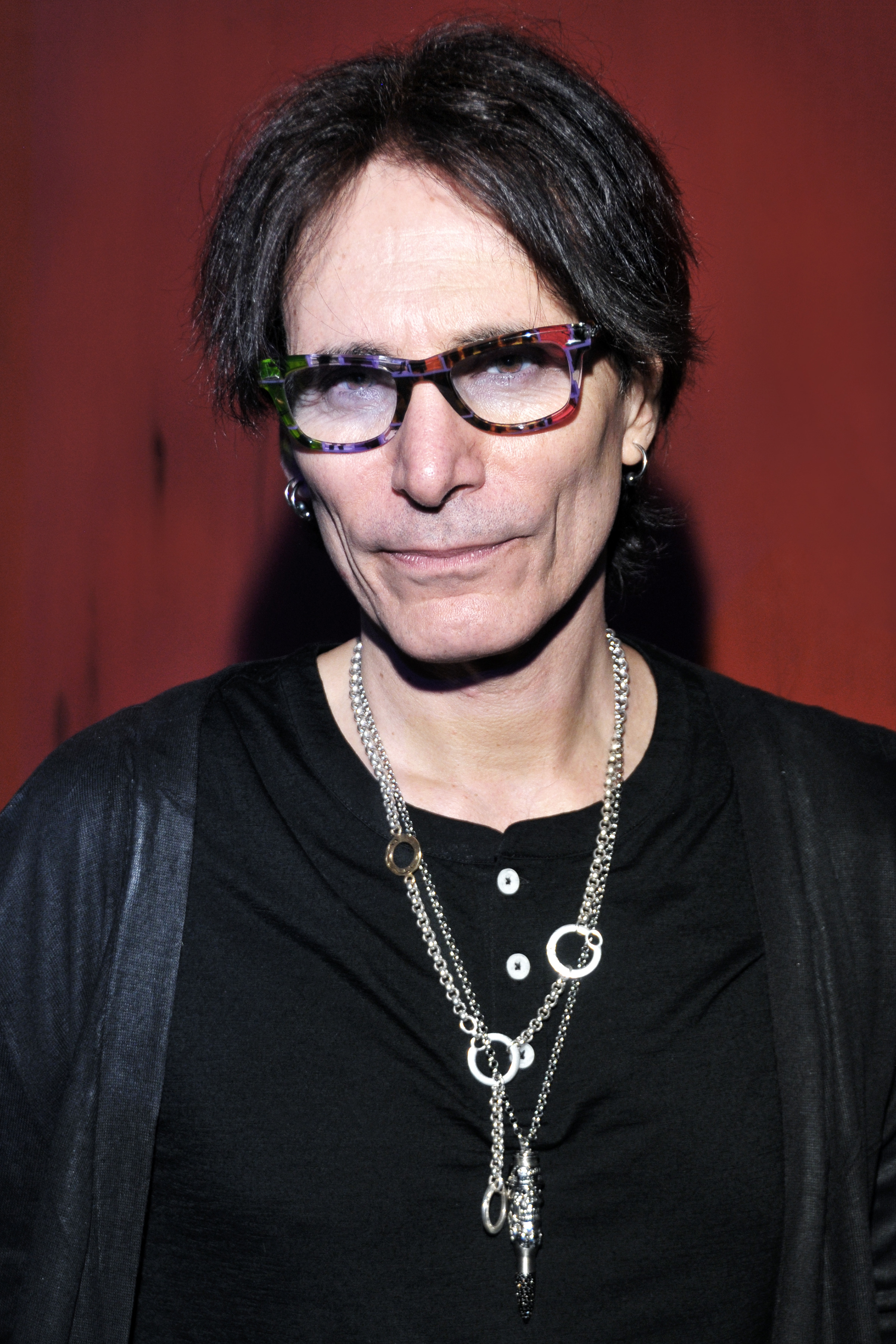
Steve Vai; * 6. Juni

- 06. Juni: Steve Vai, US-amerikanischer Gitarrist und Komponist
- 08. Juni: Friedrich Anzenberger, österreichischer Musikforscher und Musikpädagoge

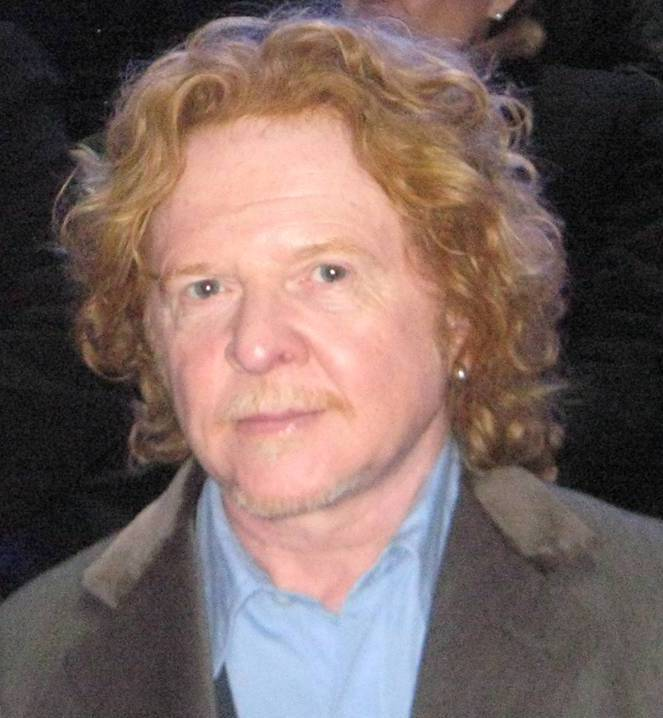
Mick Hucknall; * 8. Juni

- 08. Juni: Mick Hucknall, britischer Musiker, Gründer der Band Simply Red
- 09. Juni: Alegre Corrêa, brasilianischer Jazzgitarrist
- 09. Juni: Dudley Phillips, britischer Jazz- und Fusionmusiker (Kontrabass, Bassgitarre)
- 15. Juni: Michael Kokott, deutscher Chorleiter
- 15. Juni: Manfred „Manni“ Leuchter, deutscher Akkordeonist, Komponist, Pianist und Produzent
- 15. Juni: Reno Steba, niederländischer Jazzbassist
- 16. Juni: Richard Nelson, irischer Jazz- und Unterhaltungsmusiker (Pedal Steel Guitar, Dobro)
- 17. Juni: Stephan Athanas, schweizerischer Musiker
- 18. Juni: Aaron West Arkeen, US-amerikanischer Musiker († 1997)
- 20. Juni: John Taylor, britischer Musiker
- 26. Juni: Rosie Gaines, US-amerikanische Sängerin
- 26. Juni: Mihai Grigoriu, rumänisch-deutscher Pianist und Komponist
- 26. Juni: Michael H. Weinstein, US-amerikanischer Komponist, Hornist und Musikpädagoge

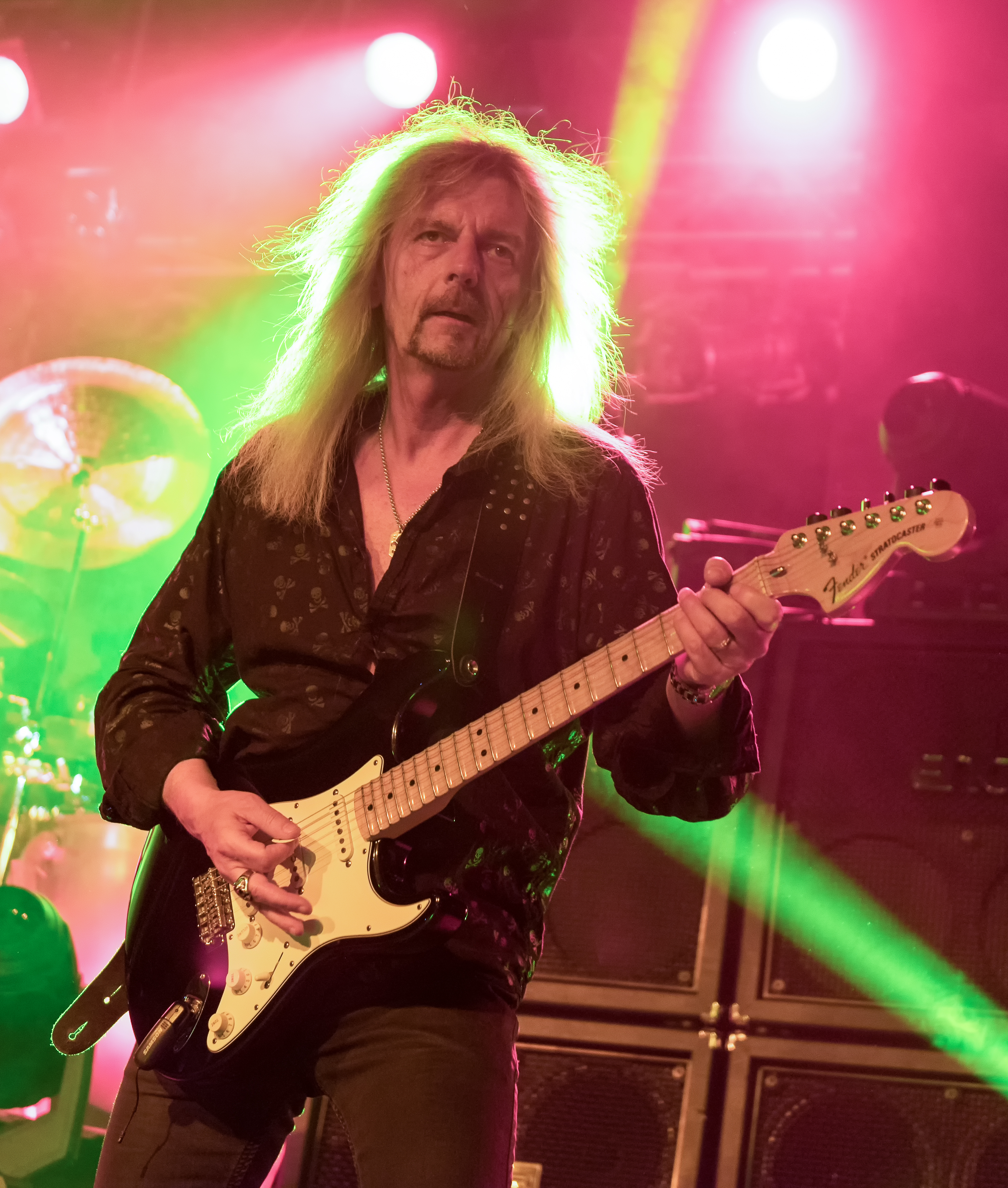
Axel Rudi Pell; * 27. Juni

- 27. Juni: Axel Rudi Pell, deutscher Hard-Rock- und Heavy-Metal-Gitarrist
- 29. Juni: Ramón Orlando, dominikanischer Merenguemusiker
- 29. Juni: Karsten Speck, deutscher Entertainer, Schauspieler und Sänger
- 30. Juni: Andreas Schmidt, deutscher Bassbariton

### Juli
- 01. Juli: Michael Arlt, deutscher Gitarrist
- 02. Juli: Peeter Oja, estnischer Schauspieler und Komiker
- 03. Juli: Vince Clarke, britischer Musiker, Gründer von Depeche Mode, Yazoo und Erasure
- 05. Juli: Jindra Nečasová Nardelli, tschechische Komponistin, Pianistin und Musikpädagogin
- 08. Juli: Ion Marin, rumänisch-österreichischer Dirigent und Musikpädagoge

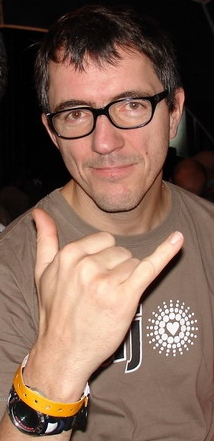
Dr. Motte; * 9. Juli

- 09. Juli: Matthias Roeingh, Gründer der Musik- und Tanzveranstaltung Love Parade in Berlin
- 12. Juli: Corynne Charby, französische Schauspielerin und Sängerin
- 14. Juli: Kyle Gass, US-amerikanischer Musiker und Schauspieler
- 14. Juli: Jane Lynch, US-amerikanische Autorin, Schriftstellerin, Sängerin, Schauspielerin
- 14. Juli: Kilian Nauhaus, deutscher Kirchenmusiker
- 17. Juli: Wolfgang Rathert, deutscher Musikwissenschaftler
- 17. Juli: Dawn Upshaw, US-amerikanische Sängerin (Sopran)
- 18. Juli: Michael Gundlach, deutscher Musiker und Arrangeur
- 19. Juli: Volker Bengl, deutscher Tenor
- 24. Juli: Gwil Owen, US-amerikanischer Singer-Songwriter
- 27. Juli: Alejandro Iglesias Rossi, argentinischer Komponist
- 27. Juli: Jean Toussaint, US-amerikanischer Jazzsaxophonist
- 30. Juli: Luis Frank Arias Mosquera, kubanischer Sänger und Bandleader

### August
- 01. August: Chuck D, US-amerikanischer Rapper
- 02. August: Neal Morse, US-amerikanischer Rockmusiker
- 05. August: Curt Behlmer, US-amerikanischer Filmtechniker
- 06. August: Gero Drnek, deutscher Keyboarder
- 06. August: Lutz Kowalewski, deutscher Bluesgitarrist († 2024)
- 12. August: Ryan van den Akker, niederländische Musik- und Synchronsprecherin

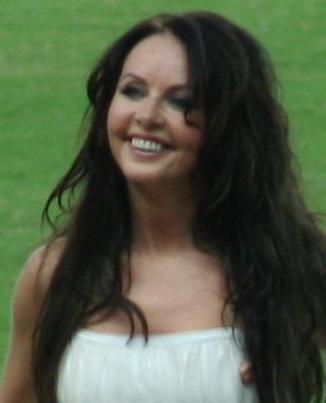
Sarah Brightman; * 14. August

- 14. August: Sarah Brightman, englische Sängerin und Schauspielerin
- 15. August: Karlheinz Essl jun., österreichischer Komponist und Klangkünstler

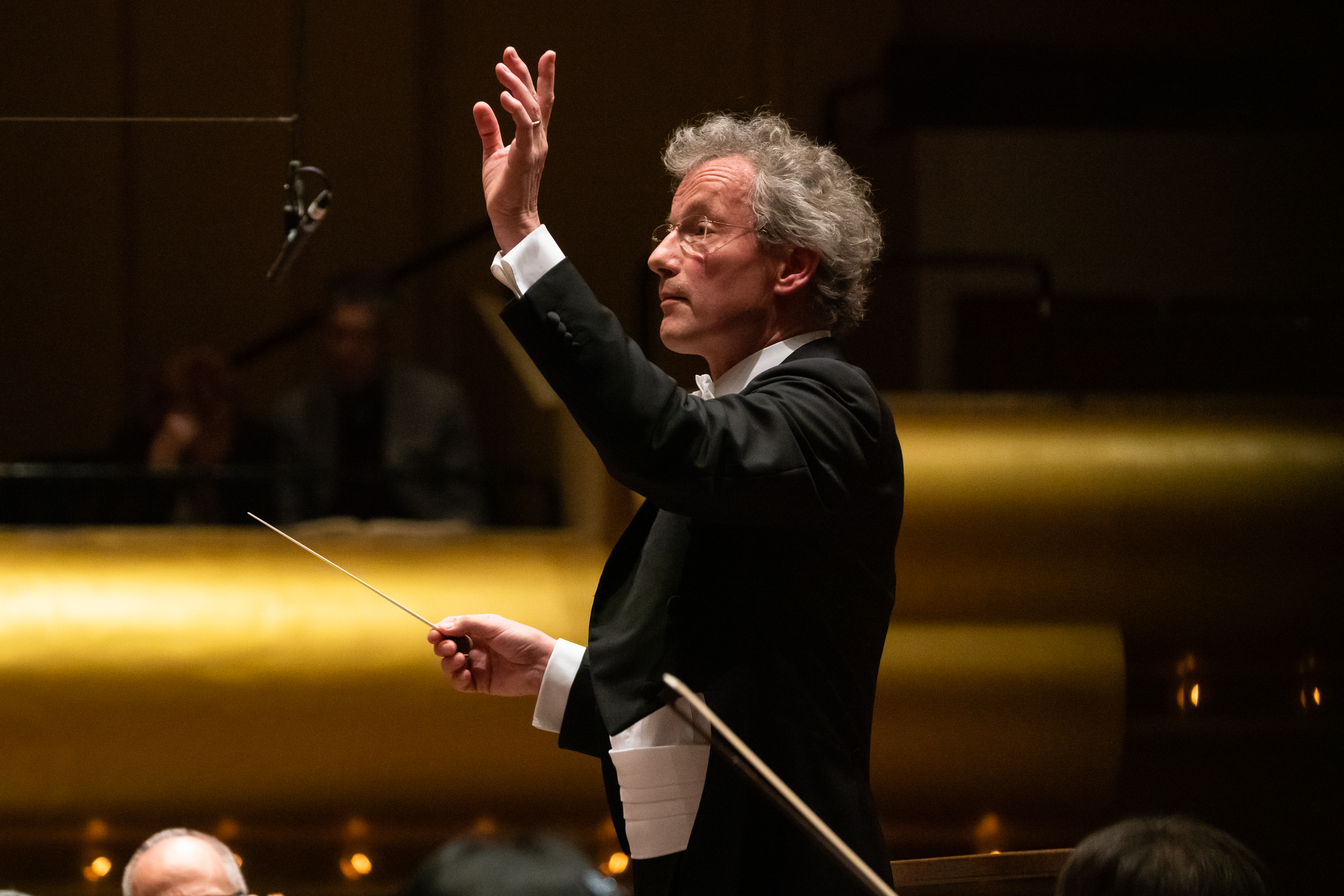
Franz Welser-Most; * 16. August

- 16. August: Franz Welser-Möst, österreichischer Dirigent
- 17. August: Lisa Coleman, US-amerikanische Musikerin
- 17. August: Stephan Eicher, Schweizer (Rock-)Chansonnier
- 21. August: Peter Apfelbaum, US-amerikanischer Musiker und Komponist
- 22. August: Collin Raye, US-amerikanischer Country-Sänger
- 23. August: Klaus Karlbauer, österreichischer Komponist, Regisseur und Performancekünstler
- 23. August: Jukkis Uotila, finnischer Jazzschlagzeuger
- 26. August. Jim Beard, US-amerikanischer Fusionmusiker († 2024)

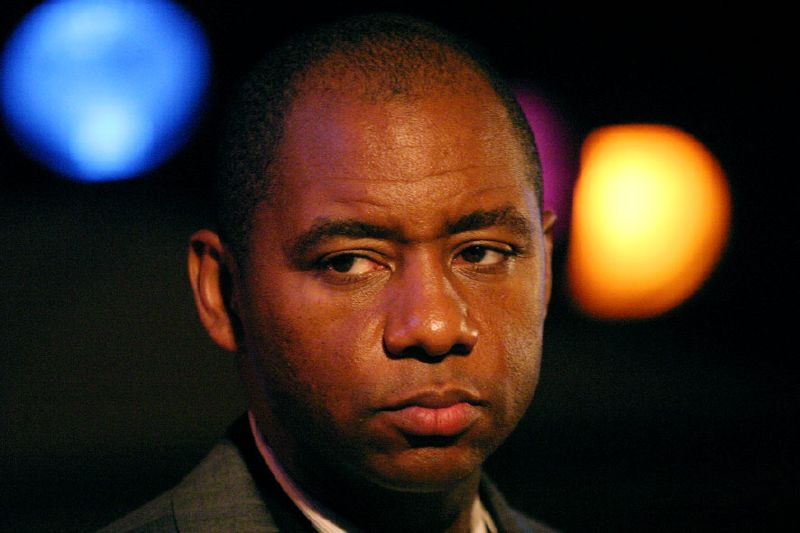
Branford Marsalis; * 26. August

- 26. August: Branford Marsalis, US-amerikanischer Jazz-Saxophonist
- 27. August: Tom Nekljudow, finnischer Jazzbassist
- 31. August: Stevie B-Zet, deutscher Produzent in der elektronischen Musikszene († 2023)

### September
- 01. September: Uwe Busse, deutscher Schlagersänger, Songwriter und Produzent
- 01. September: Joseph Williams, US-amerikanischer Sänger und Filmkomponist
- 02. September: Arnaldo Antunes, brasilianischer Schriftsteller und Musiker
- 02. September: Ruth Jacott, niederländische Sängerin
- 04. September: Lonnie Plaxico, US-amerikanischer Jazz-Bassist
- 04. September: Kim Thayil, US-amerikanischer Musiker
- 05. September: Bernhard Sperrfechter, deutscher Gitarrist, Autor und Dozent

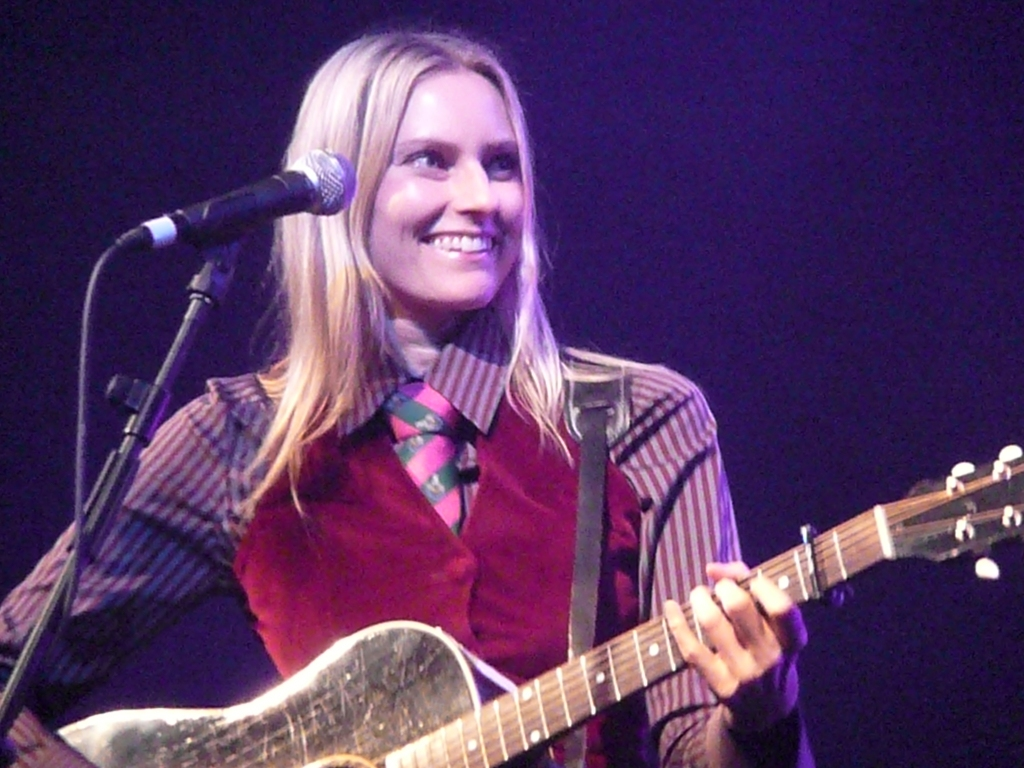
Aimee Mann; * 8. September

- 08. September: Aimee Mann, US-amerikanische Sängerin, Songwriterin, Bassistin und Gitarristin
- 09. September: Urmas Sisask, estnischer Komponist († 2022)
- 10. September: Ralf Schmidt, deutscher Sänger (IC Falkenberg)
- 16. September: Danny John-Jules, britischer Schauspieler, Tänzer und Sänger
- 16. September: Graham Brentley Haynes, US-amerikanischer Jazzmusiker
- 16. September: Morabo Morojele, lesothischer Schriftsteller und Musiker († 2025)
- 19. September: Pepe Angelillo, argentinischer Jazzpianist, Arrangeur und Komponist
- 20. September: Ecki Stieg, deutscher Journalist, Moderator und Musiker
- 24. September: Manfred Aichinger, österreichischer Choreograf und Tanzpädagoge
- 25. September: Uli Rennert, deutsch-österreichischer Jazzmusiker und Komponist († 2021)
- 27. September: Patrick Lindner, deutscher Schlagersänger

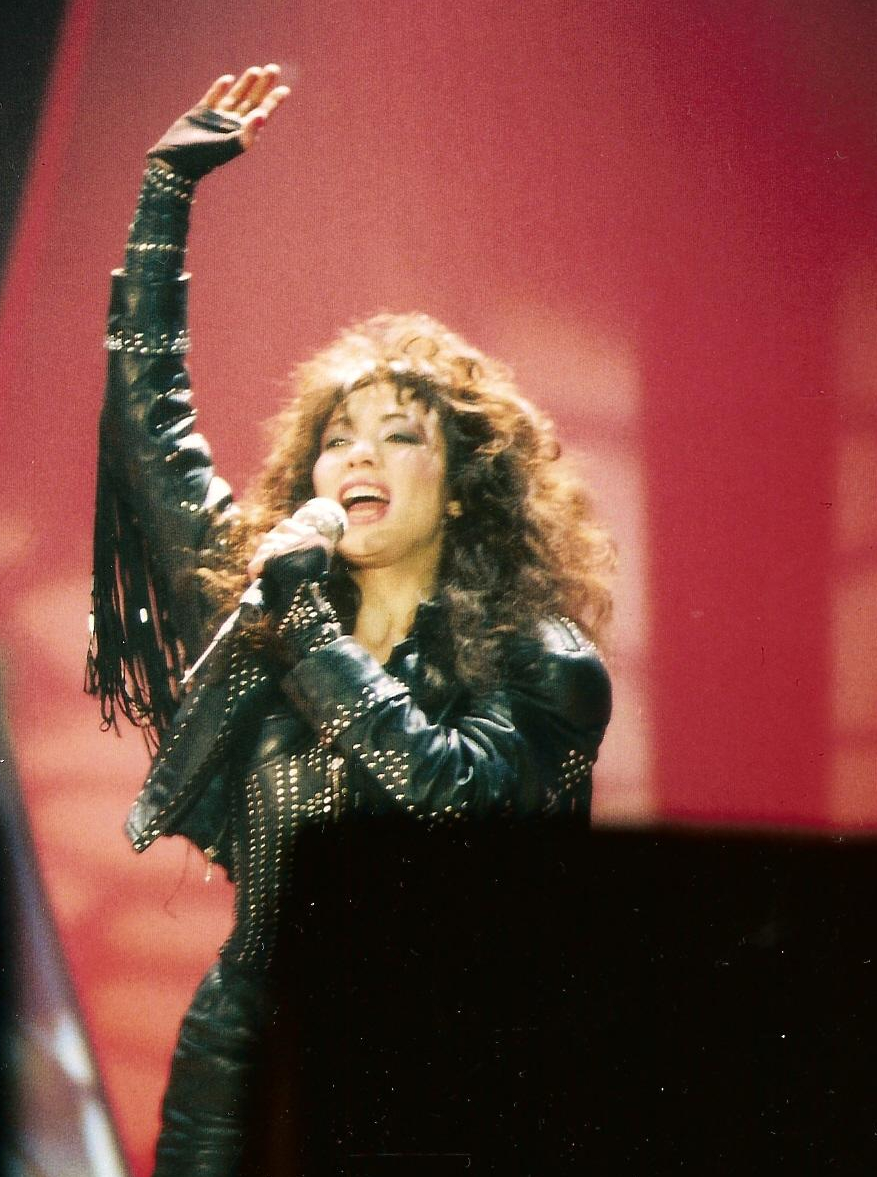
Jennifer Rush; * 28. September

- 28. September: Jennifer Rush, US-amerikanische Sängerin
- 29. September: Chris Bauer, US-amerikanischer Jazz-Mundharmonikaspieler

### Oktober
- 01. Oktober: Markus Wolfahrt, österreichischer Musiker
- 03. Oktober: Michel Godard, französischer Jazzmusiker
- 05. Oktober: Max Nagl, österreichischer Jazzsaxophonist und Komponist

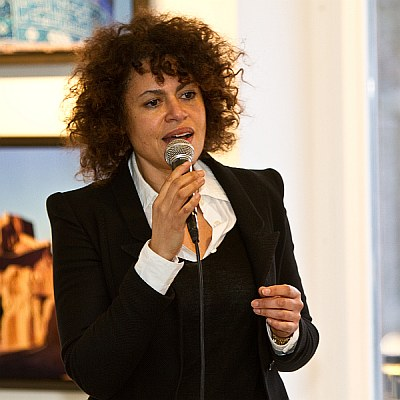
Viktor Lazlo; * 7. Oktober

- 07. Oktober: Viktor Lazlo, französisch-belgische Pop-Sängerin
- 10. Oktober: Simon Townshend, britischer Gitarrist, Sänger und Songwriter
- 11. Oktober: Michael Niesemann, deutscher Oboist und Hochschullehrer
- 12. Oktober: Jürgen Engler, deutscher Musiker und Produzent

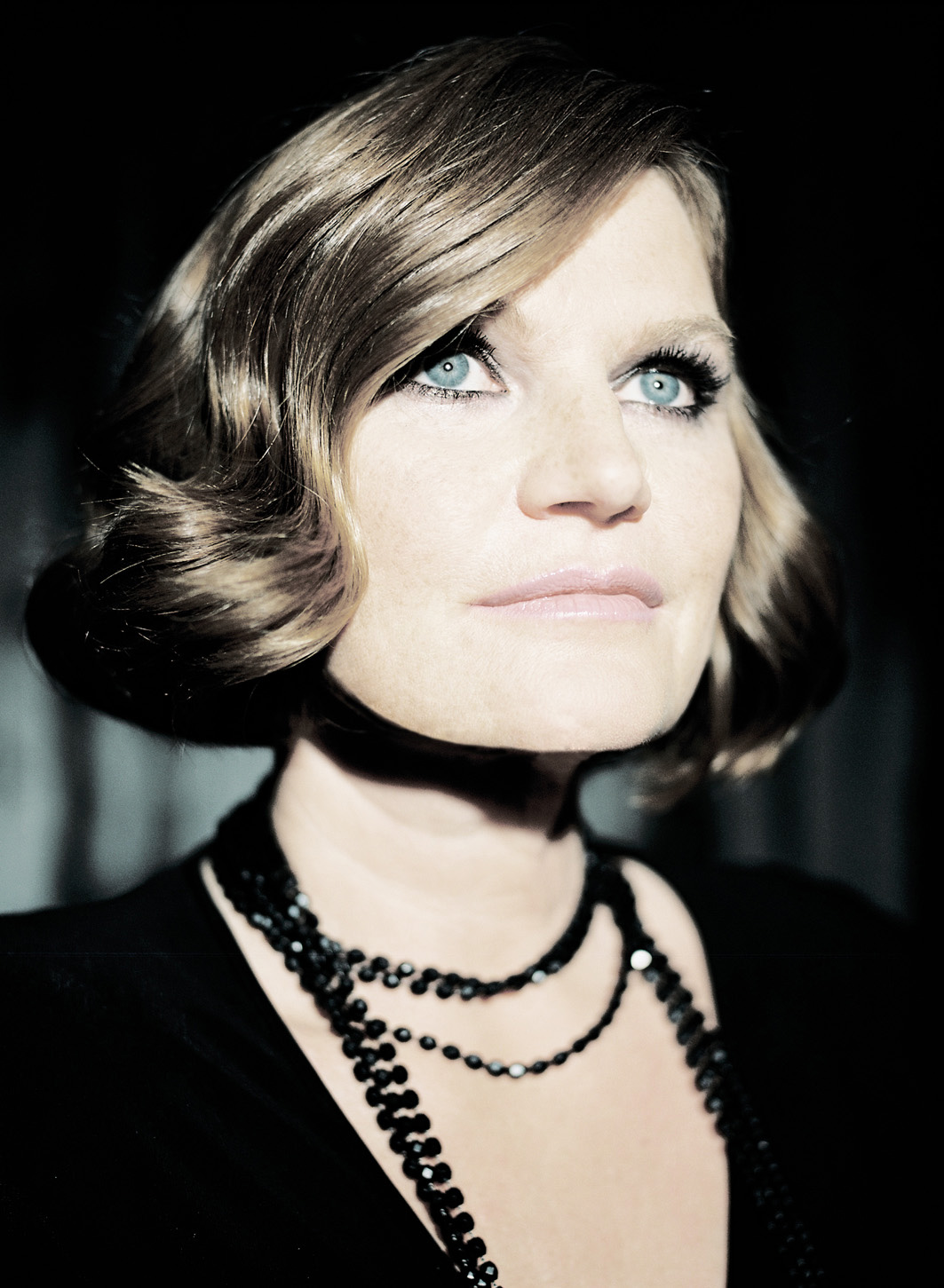
Pe Werner; * 13. Oktober

- 13. Oktober: Pe Werner, deutsche Sängerin
- 16. Oktober: Bob Mould, US-amerikanischer Sänger, Songwriter und Gitarrist
- 16. Oktober: Leila Pinheiro, brasilianische Bossa Nova-Sängerin und Pianistin
- 16. Oktober: Johannes Schild, deutscher Komponist und Dirigent
- 17. Oktober: Rob Marshall, US-amerikanischer Regisseur und Choreograf
- 19. Oktober: Jean-Michel Pilc, französischer Jazzpianist
- 19. Oktober: Jennifer Holliday, US-amerikanische Musical- und R&B-Sängerin
- 20. Oktober: Lepa Brena, jugoslawische Sängerin
- 23. Oktober: Mirwais, französischer Musiker und Musikproduzent
- 23. Oktober: Erich Rinner, österreichischer Solotrompeter
- 27. Oktober: Manfredo Kraemer, deutsch-argentinischer Violinist und Dirigent
- 31. Oktober: Marcel Papaux, Schweizer Jazzschlagzeuger († 2023)

### November

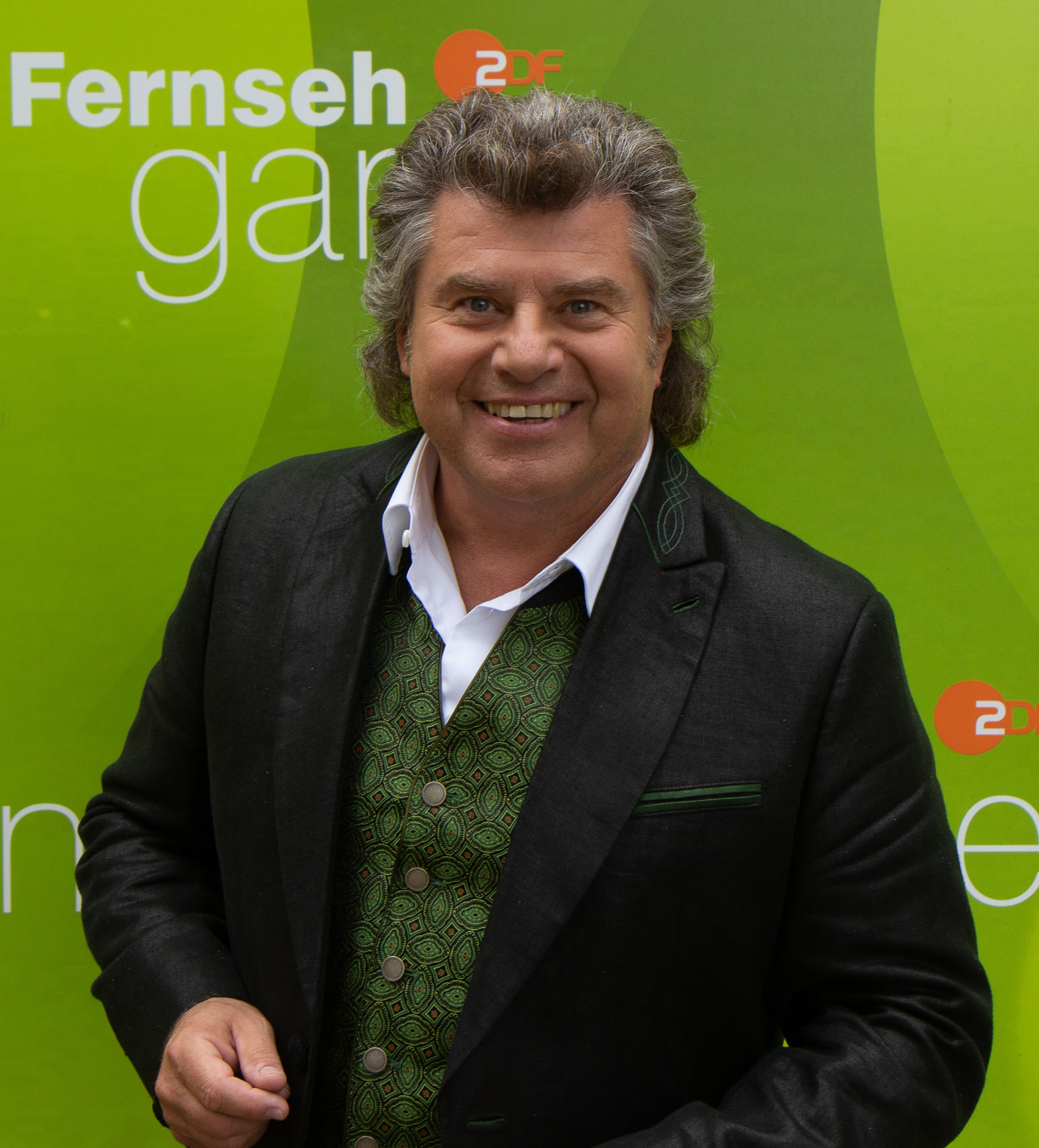
Andy Borg; * 2. November

- 02. November: Andy Borg, österreichischer Schlagersänger
- 04. November: Guy Bettini, Schweizer Jazz- und Improvisationsmusiker, Klangkünstler und bildender Künstler
- 04. November: Adrián Iaies, argentinischer Jazz- und Tangopianist und Komponist
- 04. November: Frl. Menke, deutsche Sängerin
- 05. November: René Froger, niederländischer Sänger
- 07. November: Tommy Thayer, Leadgitarrist bei Kiss
- 09. November: Joëlle Ursull, französische Sängerin
- 11. November: Hyapatia Lee, US-amerikanische Schauspielerin, Sängerin, Tänzerin und Pornodarstellerin
- 14. November: Kari Kuivalainen, finnischer Sänger und Komponist
- 15. November: Dann Huff, US-amerikanischer Studiogitarrist und Musikproduzent
- 15. November: Willi Langer, österreichischer Bassist
- 17. November: Uwe Hassbecker, deutscher Gitarrist

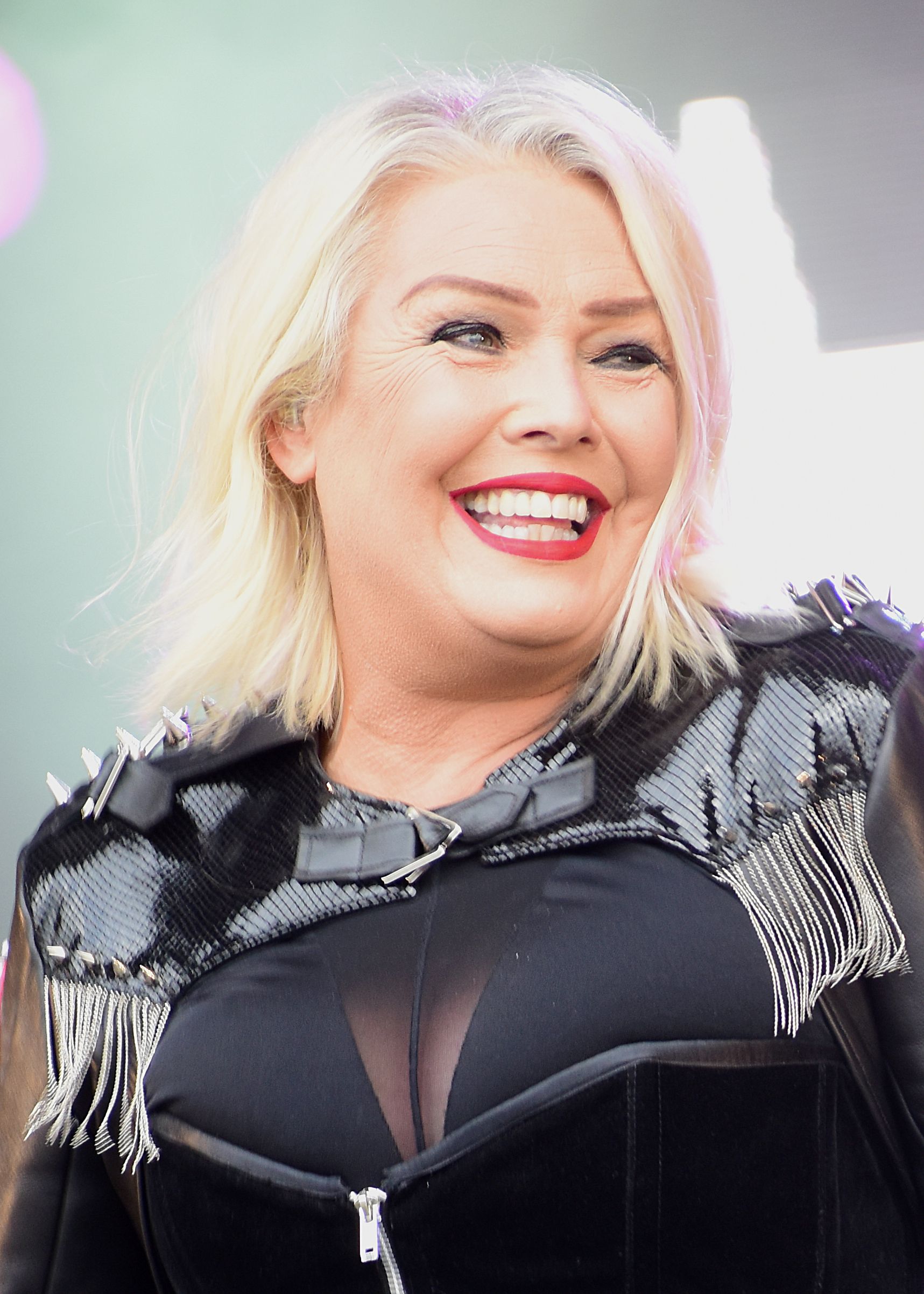
Kim Wilde; * 18. November

- 18. November: Kim Wilde, britische Musikerin

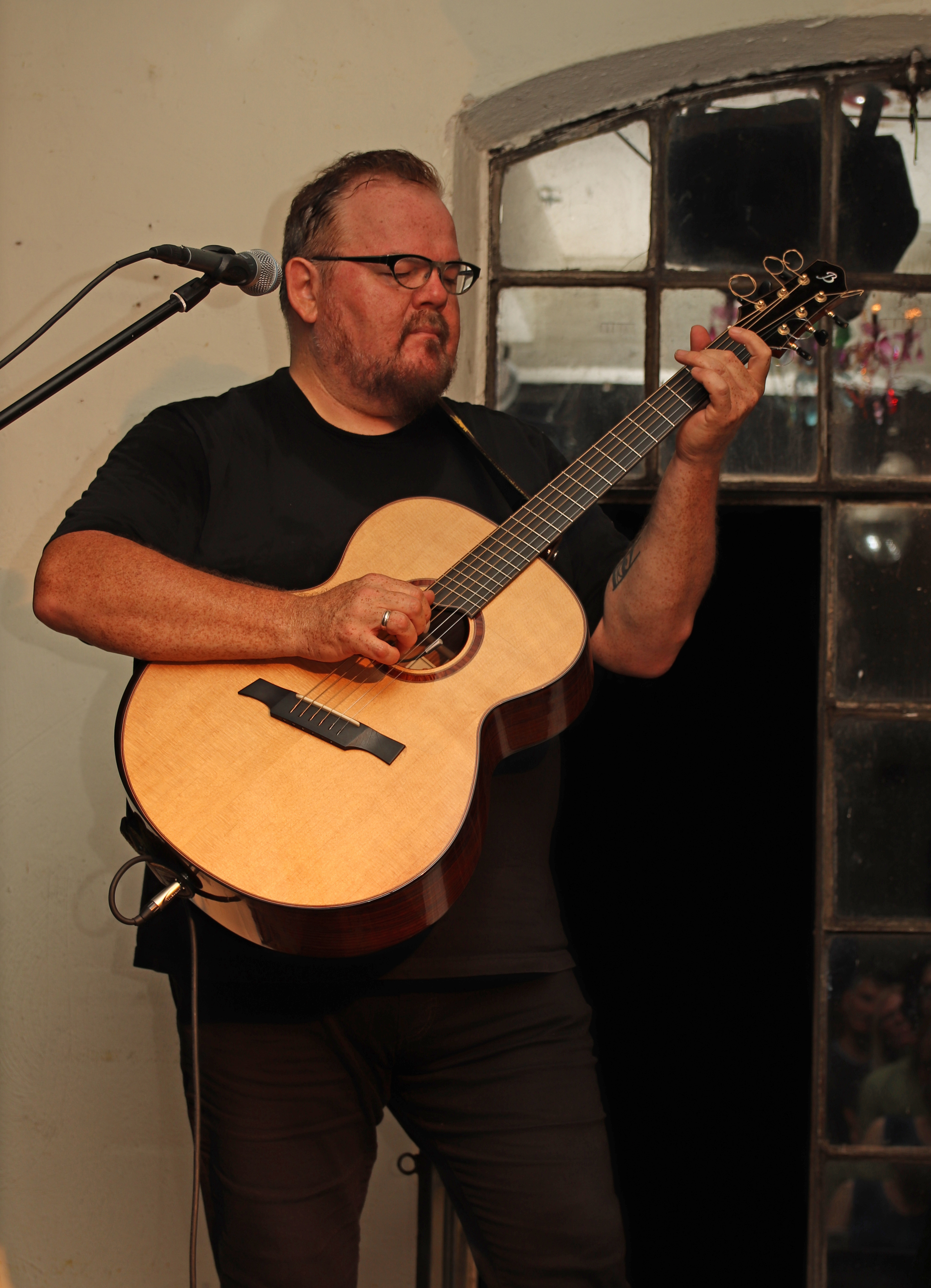
Don Ross; * 19. November

- 19. November: Don Ross, kanadischer Komponist und Gitarrist
- 19. November: Matt Sorum, US-amerikanischer Schlagzeuger

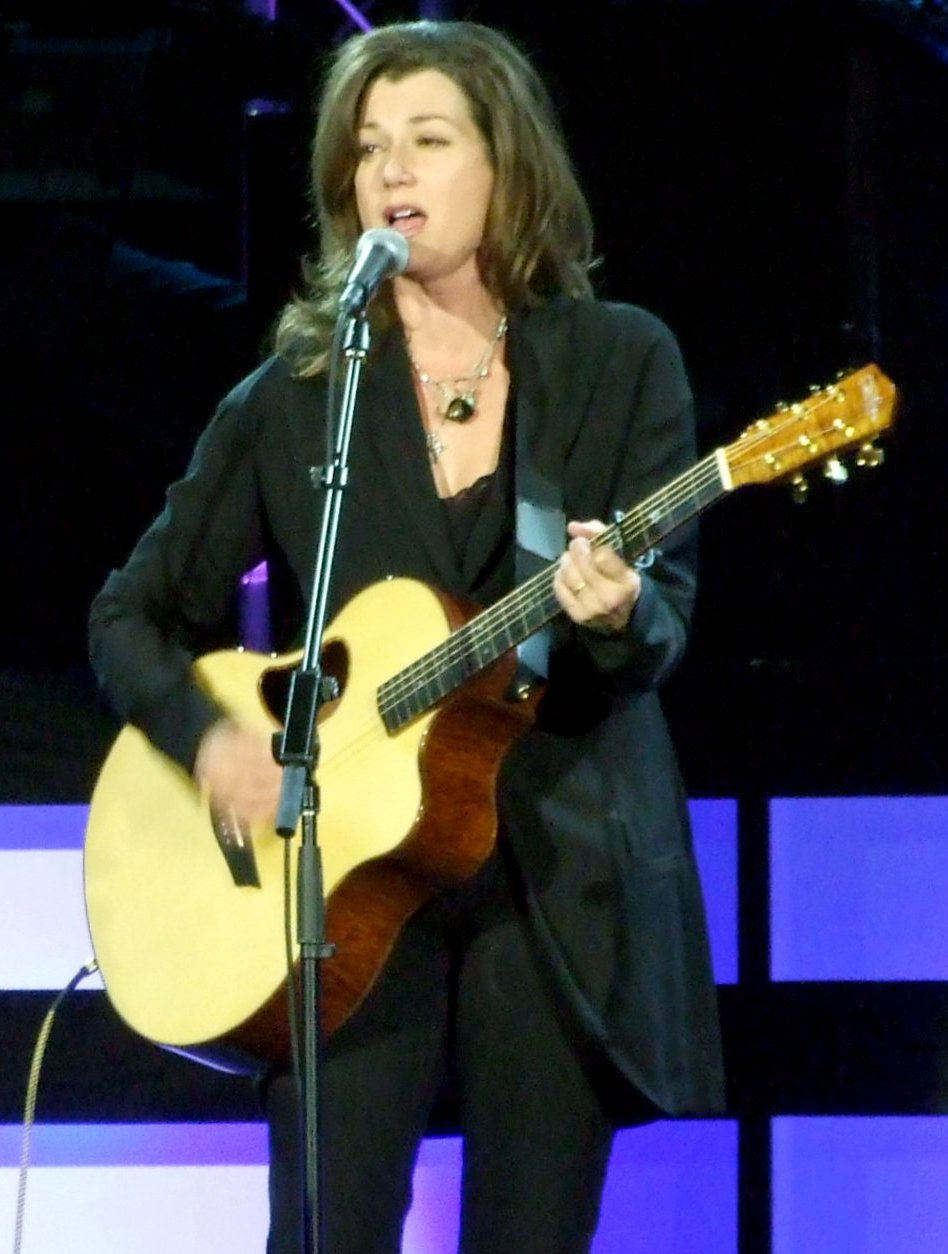
Amy Grant; * 25. November

- 25. November: Amy Grant, US-amerikanische Sängerin und Liedermacherin
- 26. November: Viola Kramer, deutsche Pianistin und Komponistin
- 27. November: Vlado Janevski, mazedonischer Sänger

### Dezember
- 02. Dezember: Sydney Youngblood (bürgerl. Sydney Ford), US-amerikanischer Soul-Sänger
- 03. Dezember: Jam El Mar, deutscher Musikproduzent
- 07. Dezember: Yasuhide Itō, japanischer Komponist und Pianist
- 08. Dezember: Anders Frandsen, dänischer Sänger und Fernsehmoderator († 2012)
- 10. Dezember: Jens Brygmann, dänischer Schauspieler und Komponist
- 11. Dezember: Rachel Portman, britische Komponistin

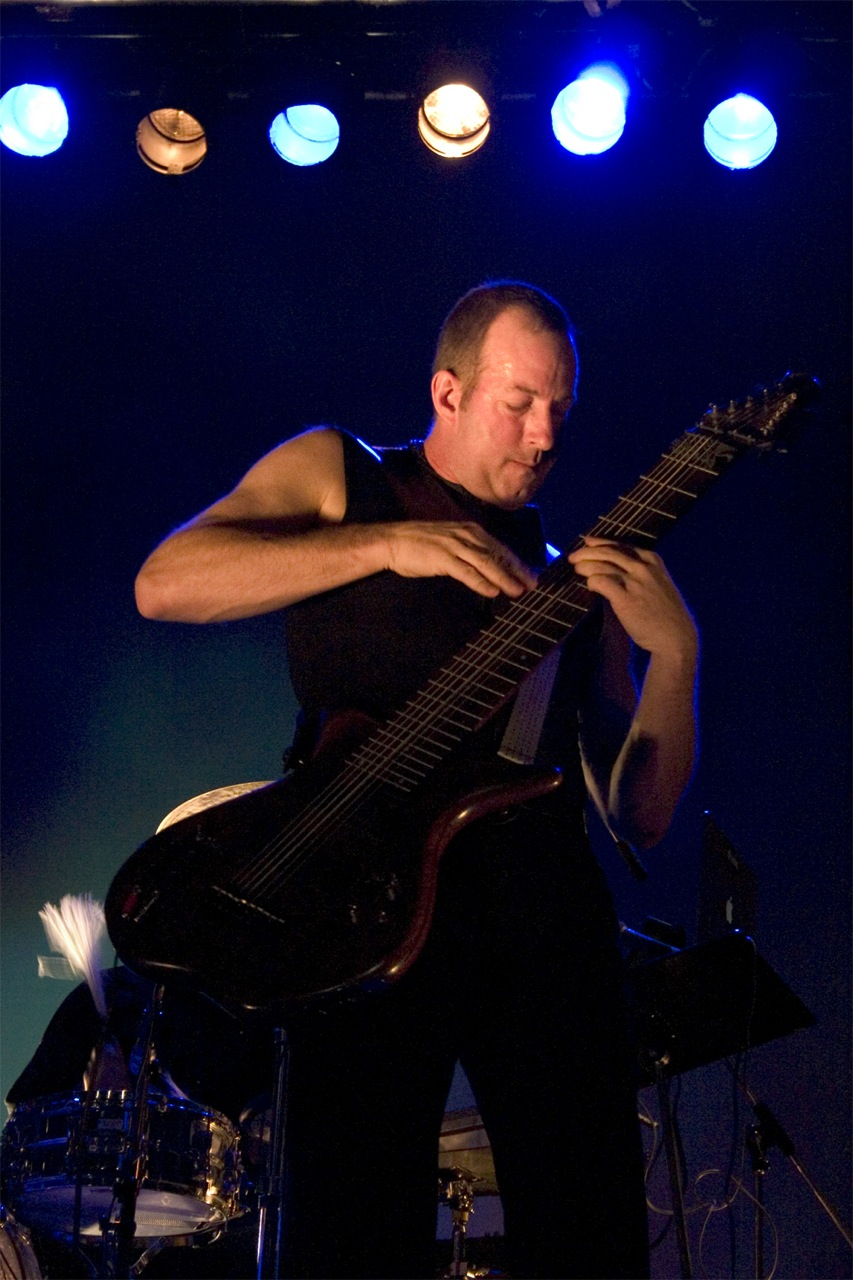
Trey Gunn; * 13. Dezember

- 13. Dezember: Trey Gunn, US-amerikanischer Musiker
- 22. Dezember: Anita Wagner, österreichische Sängerin
- 27. Dezember: Gerald Eckert, deutscher Komponist, Cellist, und Kunstmaler
- 27. Dezember: Martin Glover, englischer Musikproduzent
- 00. Dezember: Christoph Hänggi, Schweizer Politiker (SP), Musikwissenschaftler und Museumsleiter

### Genaues Geburtsdatum unbekannt
- Adeva, US-amerikanische House- und R&B-Sängerin
- Wladimir Astrachanzew, ukrainischer Violinist
- Kenneth Allen, jamaikanischer Dancehall- und Reggae-Sänger
- Snežana Berić, serbische Sängerin
- Christophe Berthet, Schweizer Jazz- und Improvisationsmusiker (Saxophon, Komposition)
- Carlos Carmona, argentinischer Komponist, Gitarrist und Dirigent
- Teo Ciavarella, italienischer Jazzpianist († 2025)
- Brad Dutz, US-amerikanischer Musiker
- El Vez, mexikanisch-amerikanischer Musiker und Singer-Songwriter, eigentlich Robert López
- Frank Golischewski, deutscher Autor, Komponist, Regisseur, Pianist und Kabarettist
- Stephen Hague, US-amerikanischer Musikproduzent und Songwriter
- Matthias Hermann, deutscher Musikwissenschaftler und -pädagoge, Dirigent und Komponist
- Peter Janson, schwedischer Jazz- und Improvisationsmusiker (Kontrabass, Komposition)
- Konrad Klek, deutscher evangelischer Theologe, Pfarrer, Organist, Universitätsmusikdirektor und Hochschullehrer
- Gary Knudson, US-amerikanischer Komponist
- Mark Ledford, US-amerikanischer Jazzmusiker († 2004)
- Wolfgang Manz, deutscher Pianist und Musikpädagoge
- Mark Mitchell, kanadischer Komponist
- Nayah, französische Sängerin
- Michael Quell, deutscher Komponist
- Deepak Ram, südafrikanischer Bansurispieler und Flötist
- Gintaras Rinkevičius, litauischer Dirigent
- Dominik Sackmann, schweizerischer Musikwissenschaftler, Musikschriftsteller und Organist
- Richard Shindell, US-amerikanischer Folk-Musiker und Singer-Songwriter
- Andreas Spannagel, deutscher Jazzmusiker
- Hans Sturm, US-amerikanischer Kontrabassist
- Annick Thoumazeau, französische Sängerin
- Betti Xiang, chinesische Musikerin
- Yang Wei, chinesischer Musiker
- Elmar Witt, deutscher Dirigent, Hornist und Musikpädagoge
- Tina Wrase, deutsche Jazzmusikerin (Saxophon/Klarinette) († 2000)
- Katrina Wreede, US-amerikanische Komponistin, Bratschistin und Musikpädagogin

### Geboren um 1960
- Sture Ericsson, schwedischer Improvisationsmusiker (Saxophone, Klarinetten)
- Rob Henke, US-amerikanischer Jazzmusiker (Trompete)
- Boots Maleson, US-amerikanischer Jazzmusiker (Bass)

## Gestorben

### Januar
- 12. Januar: Carlos Di Sarli, argentinischer Tangomusiker (* 1903)

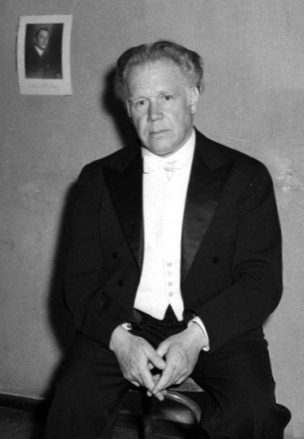
Edwin Fischer; † 24. Januar

- 24. Januar: Edwin Fischer, Schweizer Pianist (* 1886)
- 25. Januar: Rutland Boughton, englischer Komponist (* 1878)
- 27. Januar: Eugène Daignault, kanadischer Schauspieler und Sänger (* 1895)

### Februar
- 02. Februar: Heinrich Köhler-Helffrich, deutscher Opern- und Festspielintendant (* 1904)
- 05. Februar: Rudolf Nelson, Musiker, Pianist, Komponist und Theaterdirektor (* 1878)
- 06. Februar: Jesse Belvin, US-amerikanischer R&B-Musiker (* 1932)

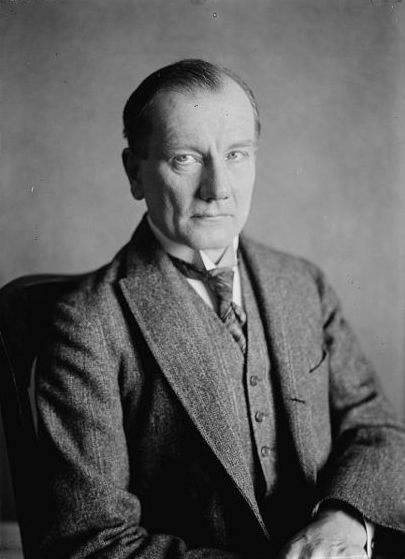
Ernst von Dohnányi; † 9. Februar

- 09. Februar: Ernst von Dohnányi, ungarischer Pianist und Komponist (* 1877)
- 28. Februar: Lina Drechsler Adamson, kanadische Geigerin und Musikpädagogin (* 1876)

### März
- 07. März: Gottfried Bohnenblust, Schweizer Hochschullehrer, Germanist, Literaturhistoriker, Komponist und Schriftsteller (* 1883)
- 09. März: Otto Ackermann, Schweizer Dirigent (* 1909)
- 16. März: Abbie Mitchell, afroamerikanische Sängerin und Schauspielerin (* 1884)
- 20. März: Régulo Rico, venezolanischer Komponist und Musikpädagoge (* 1877)
- 29. März: Luiz Americano, brasilianischer Klarinettist, Saxophonist und Komponist (* 1900)

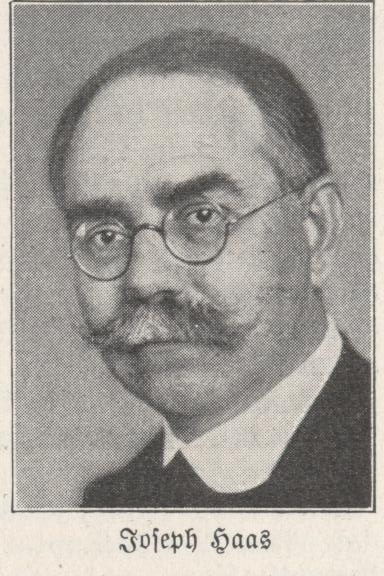
Joseph Haas; † 30. März

- 30. März: Joseph Haas, deutscher Komponist (* 1879)

### April
- 05. April: Adela Wilgocka, polnische Sängerin und Gesangspädagogin (* 1875)
- 09. April: Arthur Benjamin, australischer Komponist (* 1893)

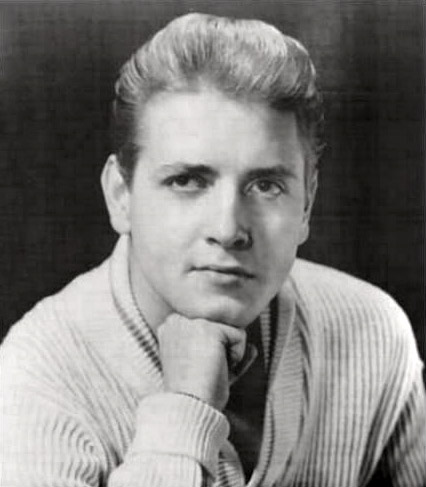
Eddie Cochran; † 17. April

- 17. April: Eddie Cochran, US-amerikanischer Rock-’n’-Roll-Star (* 1938)
- 24. April: Norah de Kresz, englische Pianistin und Musikpädagogin (* 1882)
- 25. April: Ilmari Krohn, finnischer Komponist und Musikwissenschaftler (* 1867)

### Mai

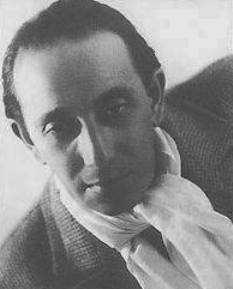
Paul Abraham; † 6. Mai

- 06. Mai: Paul Abraham, ungarischer Komponist (* 1892)
- 08. Mai: Hugo Alfvén, schwedischer Komponist, Dirigent (* 1872)
- 12. Mai: Cecil Armstrong Gibbs, englischer Komponist (* 1889)
- 21. Mai: Adolf Aber, deutscher Musikwissenschaftler und Kritiker (* 1893)

### Juni
- 14. Juni: Frank Silver, US-amerikanischer Songwriter, Bandleader und Vaudevilledarsteller (* 1896)
- 30. Juni: Clarence Cameron White, US-amerikanischer Komponist (* 1880)

### Juli
- 09. Juli: Edward Burlingame Hill, US-amerikanischer Komponist (* 1872)
- 09. Juli: Walter Scharwenka, deutscher Komponist und Organist (* 1881)
- 15. Juli: Clemens Schmalstich, deutscher Komponist und Dirigent (* 1880)
- 23. Juli: Elie Spivak, kanadischer Geiger und Musikpädagoge (* 1902)

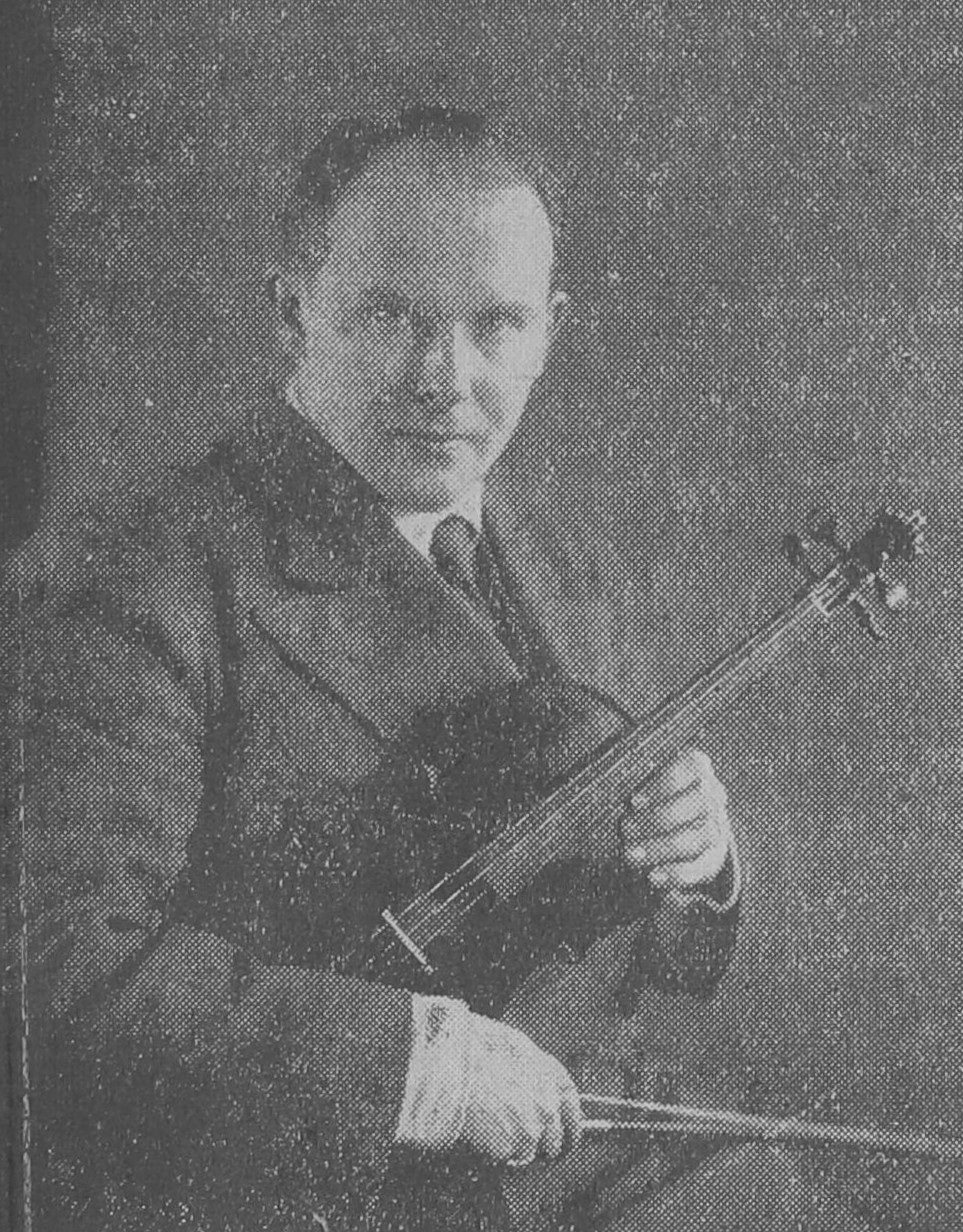
Váša Příhoda; † 26. Juli

- 26. Juli: Váša Příhoda, tschechischer Geiger (* 1900)
- 31. Juli: Martin Karl Hasse, deutscher Hochschullehrer, Komponist und Musikschriftsteller (* 1883)

### August
- 07. August: André Bloch, französischer Komponist (* 1873)
- 18. August: Blanche Gauthier, kanadische Schauspielerin und Sängerin (* 1884)
- 20. August: Paul Smets, deutscher Musikwissenschaftler, Glocken- und Orgelsachverständiger (* 1901)

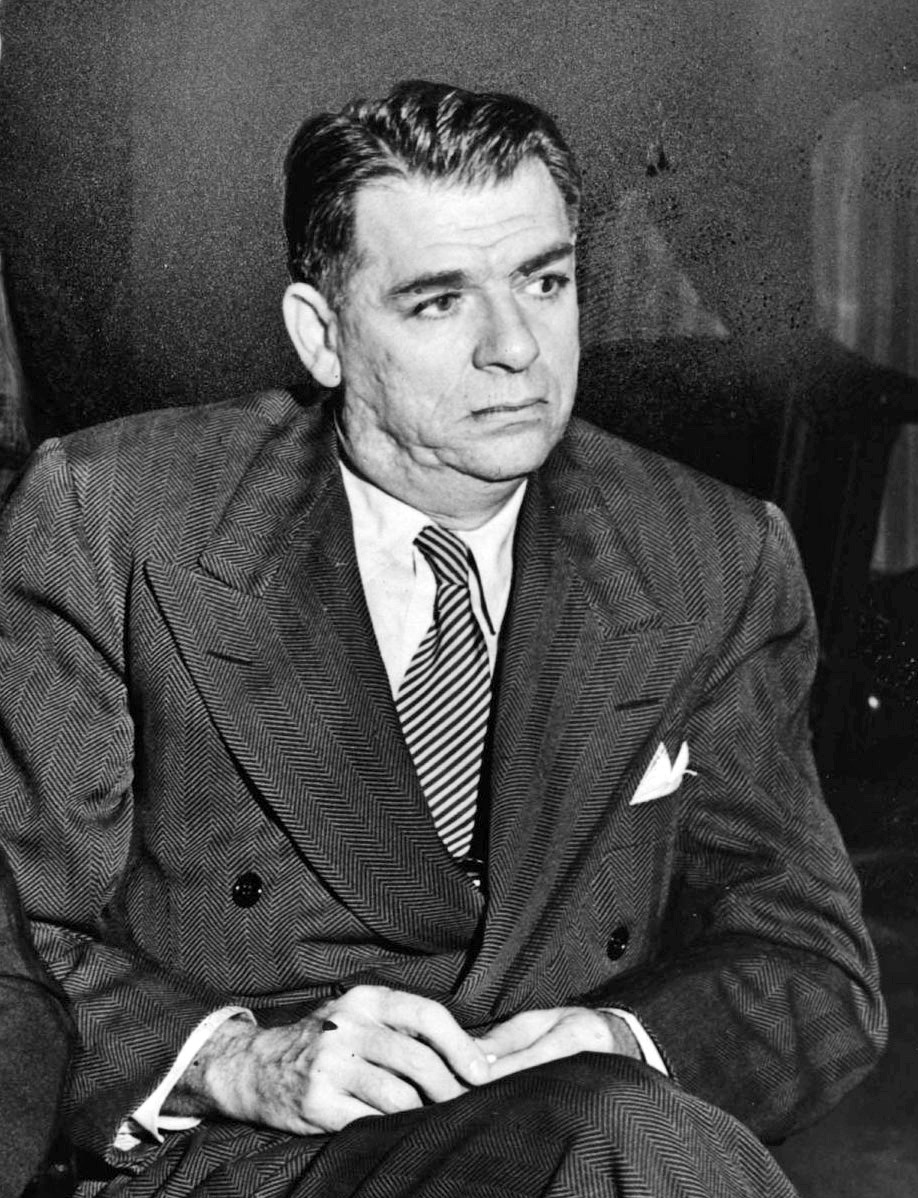
Oscar Hammerstein II; † 23. August

- 23. August: Oscar Hammerstein, US-amerikanischer Produzent und Musicalautor (* 1895)
- 29. August: Vicki Baum, österreichische Harfenistin und Schriftstellerin (* 1888)

### September
- 07. September: Alfonso Ortiz Tirado, mexikanischer Arzt und Sänger (* 1893)

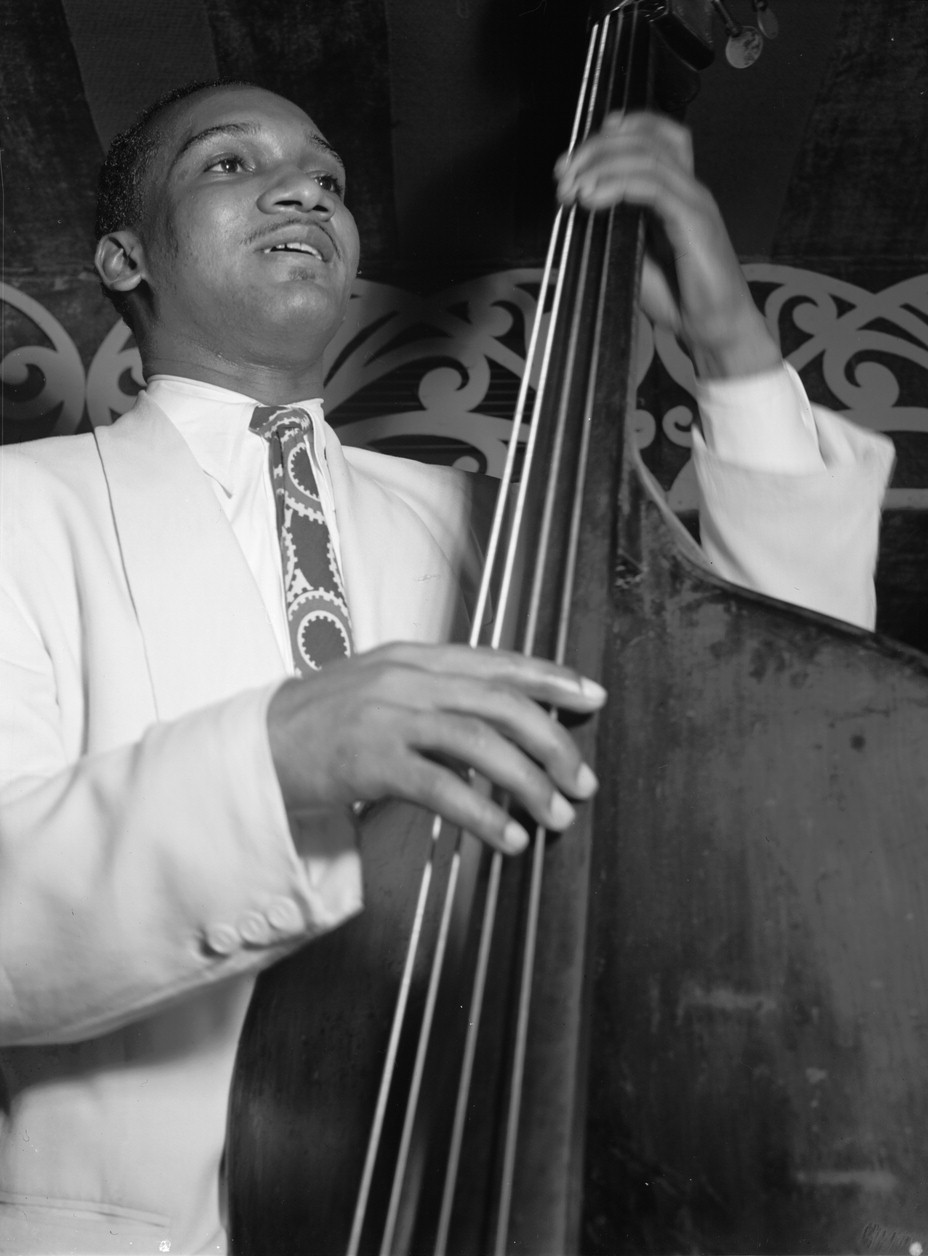
Oscar Pettiford; † 8. September

- 08. September: Oscar Pettiford, US-amerikanischer Musiker (* 1922)
- 09. September: Jussi Björling, schwedischer Sänger (* 1911)
- 13. September: Dino Borgioli, italienischer Opernsänger (* 1891)
- 13. September: Leó Weiner, ungarischer Komponist (* 1885)
- 24. September: Mátyás Seiber, ungarischer Komponist (* 1905)

### Oktober
- 02. Oktober: Jaroslav Doubrava, tschechischer Komponist, Maler und Pädagoge (* 1909)

### November
- 02. November: Dimitri Mitropoulos, griechisch-amerikanischer Dirigent (* 1896)
- 05. November: Johnny Horton, US-amerikanischer Country-Sänger (* 1925)
- 07. November: A. P. Carter, US-amerikanischer Country-Musiker (* 1891)
- 10. November: Isadore Freed, US-amerikanischer Komponist (* 1900)
- 25. November: Ernest Martin Skinner, US-amerikanischer Orgelbauer (* 1866)

### Dezember
- 06. Dezember: Gunnar Graarud, norwegischer Opernsänger (* 1886)

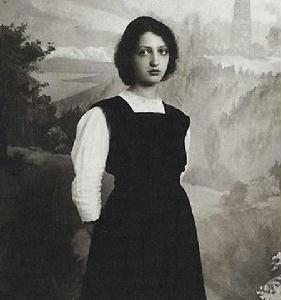
Clara Haskil; † 7. Dezember

- 07. Dezember: Clara Haskil, rumänische Pianistin (* 1895)

### Genaues Todesdatum unbekannt
- Ed Bell, auch Sluefoot Joe oder Barefoot Bill, US-amerikanischer Blues-Musiker (* 1905)
- Josef Gerschon, sudetendeutscher Komponist (* 1887)
- Pieter Herfst, niederländischer Pianist und Dirigent (* 1887)